# باريونيكس
الديناصور ثقيلُ المِخلب أو البَارِيُونِيكس هو أحد أجناس الديناصورات الثيروپوديَّة التي كانت تعيش في العهد الباريمي خلال العصر الطباشيري المُبكر، أي مُنذ ما بين 130 و125 مليون سنة. اكتُشفت العينة الأصليَّة (الأولى) من هذا الكائن سنة 1983م في مُقاطعة سري بِإنگلترا، وأُطلق عليها تسمية بَارِيُونِكس وُاكري (باللاتينية: Baryonyx walkeri) أي «الديناصور ثقيلُ المِخلب الووكري» سنة 1986م. يُقصدُ بـ«ثقيل المِخلب» الإشارة إلى المخلب الضخم لهذا الكائن الواقع على إصبعه الأوَّل؛ أمَّا اسم النوع، أي «الووكري» فهو يُشيرُ إلى المُكتشف الأوَّل للمُستحاثة، وهو مُنقب المُستحاثات الهاوي وليام جـ. ووكر. أُعيد اكتشاف بقايا أُخرى من هذه الحيوانات خلال السنوات اللاحقة في كُلٍ من بريطانيا وأيبيريا. تُعتبرُ المُستحاثة الأصليَّة لِهذا الكائن إحدى أكثر مُستحاثات الثيروپودات التي عُثر عليها في بريطانيا اكتمالًا، وقد استقطب اكتشافها في وقته انتباه واهتمام وسائل الإعلام البريطانيَّة.
وصل طول الباريونيكس إلى حوالي 7.5 أمتار (25 قدمًا)، وبلغ وزنه حوالي 1.2 طن، مع الأخذ بعين الاعتبار أنَّ العينة الأصليَّة يُحتمل أنها كانت ما تزال يافعة حينما نفقت، لِذا فإنَّ المقاييس التي أُجريت عليها تحتمل الصواب والخطأ. تمتعت هذه الديناصورات بِأفكاكٍ ضيقة وخُطومٍ طويلةٍ مُنخفضة عند نهايتها، يُمكن مُقارنتها بِخطم الغريال، وكان طرف الخطم منها يتوسَّع بحيثُ يتخذ شكلًا ورديًا. كذلك، يُمكن مُلاحظة ثلمة على الفك العلوي، تتناسق بشكلٍ واضحٍ مع شكل الفك السُفلي الذي يتخذُ شكلًا مُنعطفًا نحو الأعلى في بعض العينات بحيثُ يُملئ الفراغ الموجود في الثلمة المذكورة. أيضًا، كان لِهذه الكائنات عرفٌ مُثلث على رأس عظمها الأنفي، وصفٌ من الأسنان المخروطيَّة الحادَّة، يقعُ أكبرها في مُقدمة الفك. يُلاحظُ أنَّ أعناق هذه الكائنات أقل تقوسًا من أعناق غيرها من الثيروپودات، وأنَّ الفقرات العصبيَّة في فقراتها الصدريَّة تزدادُ حجمًا من مُقدمتها وُصولًا إلى خلفيَّتها. كذلك فإنَّ أطرافها الأماميَّة صلبة ومتينة، يصلُ طول مخلب إصبعها الأماميّ إلى 31 سنتيمترًا (12 إنشًا).
شكَّل تحديدُ الفصيلة التي تنتمي إليها هذه الديناصورات تحديًا للعُلماء زمن اكتشافها، لكن من المعروف الآن أنها تنتمي إلى فصيلة السپينوصوريَّات. اقترح بعض العُلماء إدراج الديناصور مُحاكي التمساح التينيري (السوكوميمس) ضمن جنس الباريونيكس، واعتبار الديناصور التمساحي خنجريّ الأنياب (السوكوصور) جنسًا مُرادفًا للباريونيكس، وبتعبيرٍ آخر، مزج الجنسين في جنسٍ واحد؛ على الرُغم من أنَّ غالبيَّة العُلماء ما زالوا يُفضلون الفصل بينها. كان الباريونيكس أوَّل الديناصورات الثيروپوديَّة التي أكَّد العُلماء بأنها كانت سمَّاكة (آكلة للسمك)، بعد أن عُثر على بقايا عظام سُمُوك في موضع المعدة عند العيِّنة الأصليَّة. كما يُحتمل أنَّ هذه الديناصورات كانت تصيد العواشب الضخمة بين الحين والآخر، أو تُقمم جيف تلك النافقة منها، إذ عُثر بداخلها على بقايا عظام إغوانودونٍ يافع. يُعتقدُ بأنَّ الباريونيكسات كانت تُمسكُ بالسُمُوك بِواسطة أطرافها الأماميَّة، وتُمزقها بها قبل أن تقتات عليها، وبهذا فإنَّ أغلب الظن يتجه إلى أنها عاشت على ضفاف الأنهار والمُسطحات المائيَّة، على مقرُبةٍ من مصدر غذائها، وإلى جانب أنواعٍ أُخرى من الثيروپودات وطيريَّات القدم (الأورنيثوپودات) وطويلات الأعناق (الصوروپودات).

## الوصف

مقارنةٌ في الأحجام بين مجموعةٍ من السپينوصوريَّات وإنسانٍ بالغ، يظهر الباريونيكس باللَّون الأصفر (الثاني من اليمين).

حسب تقدير خرجت به دراسة من سنة 2010، بلغ طول الباريونيكس نحو 7.5 أمتار ووزنه حوالي 1.2 طن. إلا أنَّ طوله كان قد قُدِّر سابقاً بعشرة أمتار في سنة 1997، بينما قَدَّرت دراسة من سنة 1988 طوله بتسعة أمتارٍ ونصف وارتفاعه عند الورك بمترين ونصف ووزنه بـ1.7 طن. بالنَّظر إلى كون العينة الأساسية للباريونيكس (ذات الرقم التسلسلي NHM R9951 المُكتشفة سنة 1983، والتي بُنِيَت عليها التقديرات السَّابقة) لا تحمل أي أنسجة مُتعظِّمَة، فيغلب على الظنِّ أنها تعود إلى حيوانٍ غير مكتمل النمو، وبالتالي من المُحتمل أن الباريونيكس البالغ كان أكبر حجماً من هذا بكثير، ومن المُحتمل أنه قاربَ في الحجم قريبه السپينوصور الذي يبلغ طوله 14 متراً ووزنه 10 أطنان. رُغم ذلك، كان عظم القص في العينة الأساسيَّة للباريونيكس ملتحماً، ممَّا قد يعني أنه - رغم عدم اكتمال نموِّه - لم يكن بعيداً جداً عن مرحلة البلوغ. تحمل العيِّنة الأخرى الأفضل حفظاً لهذا الديناصور الرقم التسلسلي ML 1190، وهي بنفس حجم العينة الأساسية تقريباً.
بِنية جُمجمة الباريونيكس ليست واضحةً تماماً بعد، لأن الأجزاء الوُسطَى والخلفية منها لم تكن محفوظةً جيداً في العينات المُكتشفة. يُمكن على الأقل الحُكم بأنها كانت طويلة الشكل، وقد كان في نهايتها خطمٌ طويل منخفضٌ طوله 17 سنتيمترًا وله سطح علويٌّ مُدوَّر. كانت فتحتا المنخر بعيدتين إلى الوَراء عن حافة الخطم، وعبرتا الجُمجمة أفقيًا من جانبها الأيمن إلى الأيسر. ظهر في نهاية الخطم شكلٌ غريبٌ دائريٌّ ومفطلحٌ يشبه الوردة المتفتحة إلى حدٍّ ما ويبلغ في طوله 13 سنتيمترًا، ويُوجد مثل هذا الشكل عندَ تمساح الغريال الذي يعيش بالهند حاليًا، كما كانت آخر 7 سنتيمترات من الخطم مُنحنية إلى الأسفل باتجاه الفك السفلي. انطبق الفكَّان العلوي والسفلي للباريونيكس على بعضهما بمجموعة مفاصل مُعقَّدة، لتشكل صفًا منحنيًا جدًا من الأسنان، تشبه تلك عند ديناصور ديلوفوصور. يُمكن ملاحظة حفرٍ كثيرة في خطم الباريونيكس، تُمثل على الأغلب آثار أوردة وشرايين كثيرة، كما يبدو أنَّ فكَّه العلوي احتوى على جيب جانبي أنفي.

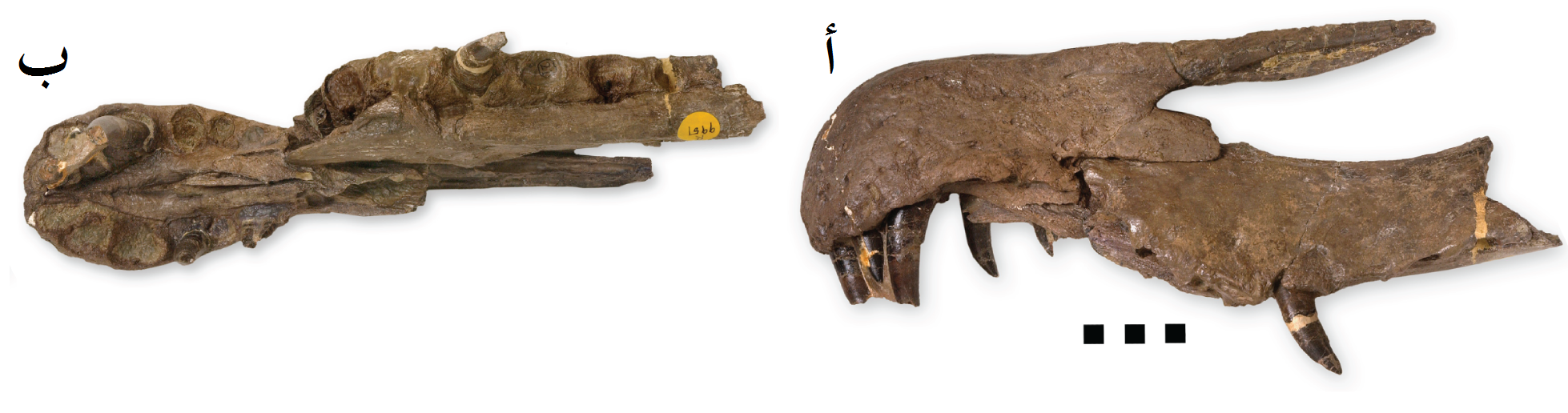
المنظر الداخلي والخارجي لِجُمجُمة العيِّنة الأساسية للباريونيكس، ذات الرقم التسلسُلي (NHMUK VP R9951).

على الشبه من التماسيح والنَّقيض من مُعظم الديناصورات الثيروپودية، كان للباريونيكس «حنك ثانوي» بدائي، يفصل بين جوف الأنف والفم. يوحي السَّطح المُتعرِّج لسقف فاه هذا الحيوان أنَّه كان مُغطَّى بالنتوءات. كما يبدو أن الجزء العلوي الأوسط من العظم الأنفي له كان مُغطَّى بعرفٍ مثلث الشكل، حاد ومُدبَّبٍ من مقدمته، فيما أنَّ العظم الدمعي (قرب العينين) كَوَّن نتوءًا صغيرًا، يُشبه حاله عند الألوصور. كان الفك السفلي للباريونيكس طويلًا جدًا ونحيلاً، يتخلَّله أخدودٌ يكشف عن غضروف ميكل، وأما باقي الفك السفلي فقد كان هشًا في بنائه، إذ كان الجزء الخلفيُّ منه نحيلاً أكثر بكثيرٍ من الأمامي. وقد تقوَّس الفك السفلي للخارج لإفساح المجال للأسنان الأماميَّة كبيرة الحجم، حيث شكَّلت هذه المنطقة جزءاً من تشكيل «الوردة» القَابع على مُقدمة فك الباريونيكس. كان الفك السفلي لهذا الديناصور محفوفاً بكثيرٍ من الثقوب المُخصَّصة لمرور الأعصاب وشرايين الدم. اقترح بعض الباحثين أنَّ العلماء قد بنوا تصوُّرًا خاطئاً عن عظام جُمجمة الباريونيكس (وذلك لأنَّ مؤخرة رأسه كانت مفقودةً إلى حدٍّ كبير واضطرَّ علماء المستحاثات إلى إعادة بنائها)، وأنَّه من المُحتمل أنها كانت أكثر انخفاضاً وطولاً بكثير، إذ رُبَّما كانت تشبه جداً جُمجمة السوكوميمس.
لم تكن مُعظم الأسنان التي عُثر عليها مع العينة الأساسية للباريونيكس مُتَّصلة بالجُمجمة، فمع أنَّ بعضها كان عالقاً بالفكِّ العلوي، إلا أنَّ الفك السفلي لم تبقَ فيه سوى أسنانٍ قليلة في طور النموّ. اتَّخذت أسنان هذا الديناصور شكل مخاريط حادَّة مُلتويةٍ عند الرأس، ومُسطَّحة إلى حد ما من الجانِبين، وقد كانت الأسنان نحيلةً جدًا وذات جذورٍ طويلة جداً. كانت الأسنان الأكبر حجمًا أكثر التواءً من الأسنان الصَّغيرة، إلا أنَّ ذلك كان الاختلاف الشكليَّ الوحيد بين جميع أسنان الديناصور. اتَّسمت أسنان الباريونيكس - مثل مُعظم أقربائه من الثيروپودات - بالتسنُّن الشَّديد، فقد تخلَّلت كلَّ مليمترٍ منها سبعة نتوءاتٍ صغيرة، ساعدته على تقطيع لحم طرائده. غطَّت أسنان هذا الحيوان طبقة مينا قويَّة، وكان للجانب الداخلي لكلِّ صفٍّ من أسنانه غلافٌ عظميّ. وامتازَ بكثرة الأسنان، إذ كان لديه اثنان وثلاثون سنًا في وسط الفك السفلي، وسبعة على الجانب الأيمن منه، وهو تقريبًا ضعفُ العدد النموذجي في الثيروپودات. كان للفك السفلي 64 سنًا بالكليَّة، إلا أنَّ عدد الأسنان بين الفكَّين السفلي والعلوي اختلفَ في هذا الديناصور أكثر منه في الثيروپودات الأخرى. كانت أسنان الفك السفلي مرصوفةً على مقربةٍ من بعضها أكثر من نظيراتها في الفك العلوي، ولعلَّها كانت أصغر حجماً أيضاً. كما كانت للوردة القابعة فوق الفك العلوي ثلاثة عشر جيبٍ للأسنان، منها ستة على الجانب الأيمن وسبعة على الأيسر، والأربعة الأولى أكبر بكثيرٍ من الأخريات، بينما تبدأ الرابعة والخامسة بالتقلُّص بالحجم. وقُطر الأولى ضعف قُطر الأخيرة تقريباً.

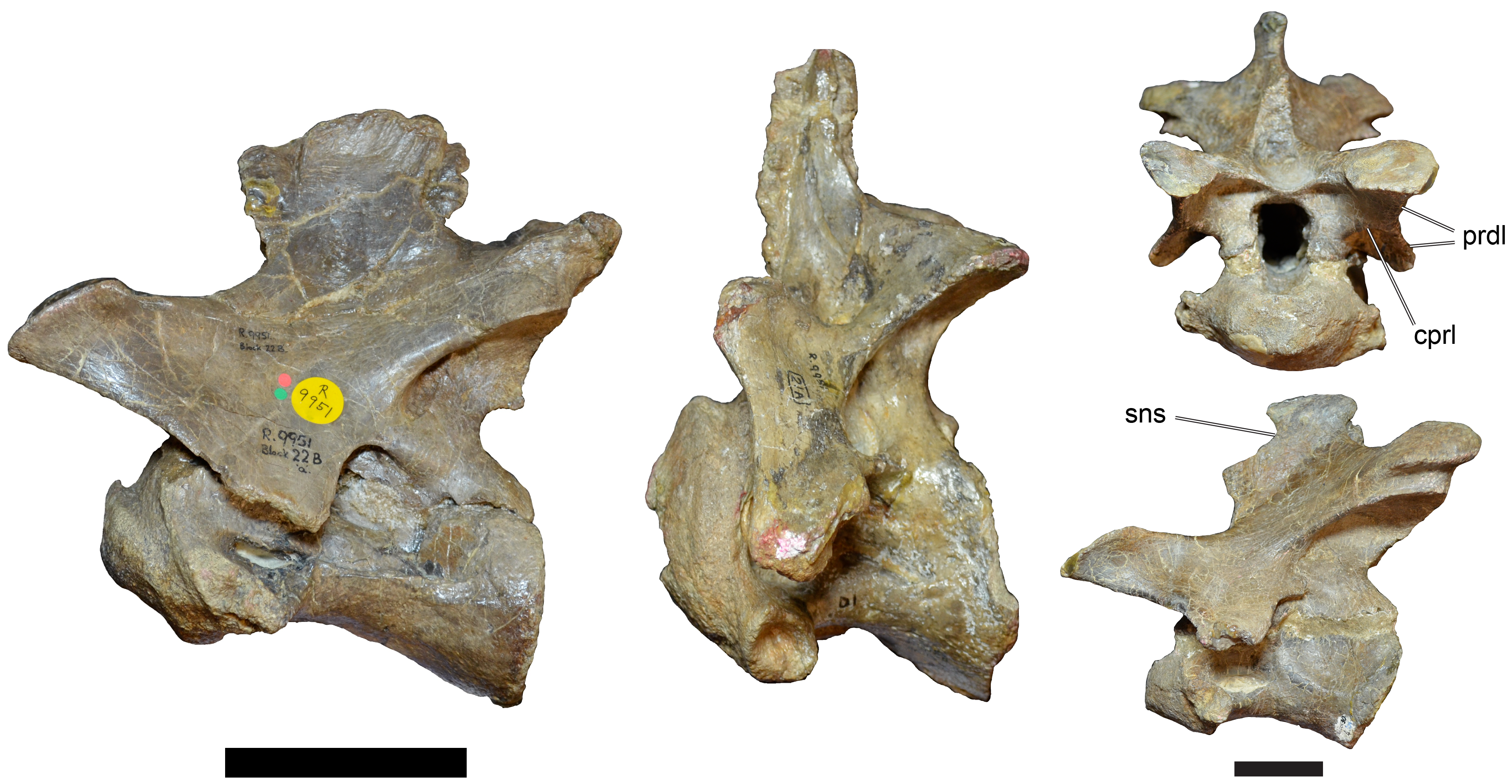
ثلاث فقراتٍ من رقبة العيِّنة الأساسية للباريونيكس: وتظهر الثالثة ببضعة زوايا مُختلفة.

تقوَّست رقبة الباريونيكس مع اتجاهها نحو الأمام على شكل رقم 5، إلا أنَّ شدَّة تقوُّسها كانت أقلَّ حدَّة مما هو مُعتادٌ في أنواع الثيروپودات الأخرى، إلى حدِّ أن أول العلماء الذين درسوا الديناصور اعتقدوا أنَّ هذا التقوُّس لم يكن موجوداً لديه أصلاً. يُشير شكل الفقرات العُنقيَّة إلى أنَّ عددها تناقصَ بالاتجاه من الجسم إلى الرأس، حيث يأخذ طولها بالتزايد. وأما الحبل الشوكي للفقرات العُنقية فقد كان مُنخفضاً ورقيقاً، ولم يَكن متموضعاً عند مركز الفقرة دائماً. وأما الفقرة المحوريَّة (صغيرة الحجم نسبةً إلى باقي الجسد) فقد كان فيها مفصل هايبوفين مُكتمل التطوُّر. كانت الفقرات الصدريَّة مُتقاربةً في الحجم. مثل العديد من الديناصورات الأخرى، ساعدت ثقوب الأقواس العصبيَّة وتجويفاته العظميَّة على تخفيف وزن جسده، فمن رأسه إلى ذيله، تحوَّلت فقراته من بِنية قصيرةٍ وصُلبة إلى واحدة طويلةٍ وعريضة.
كان عظم الكتف عليظًا، فمعَ أنَّ ذراعي الباريونيكس كانتا قصيرَتَين بالنَّسبة إلى حجم بقيَّة جسده، إلا أنَّهما كانتا عريضَتين وقويَّتين. على الحال نفسها، امتاز عظم العضد بالقصر والصَّلابة، وكانت نهايته عريضةً ومُسطَّحة، إذ ساعد الجانب العلويُّ منه على اتصال العضلات بينما كان السفلي مفصلاً لعظمتي الكعبرة والزند. لم يكن قطر العظمتين كبيرًا، وقد كان الناتئ المرفقي للزند قويًا جدًا على ما يبدو، واتَّصل بالجانب السفلي من عظمة الزند امتدادٌ عريض. كان للإصبع الأوَّل من أصابع الباريونيكس مخلبٌ كبيرٌ بطول 31 سنتيمترًا، ولعلَّه كان أكثر طولًا أثناء حياة الديناصور بفضل غلاف كيراتيني إضافي. لكن عدا عن الحجم الكبير لهذا المخلب، فقد كانت أبعاده نموذجيَّة بالنسبة لثيروبود، فقد كان متناظرًا جانبيًا ومُقوَّسًا بنعومة ومستدقَّ الرأس، وامتدَّ على طوله أخدودٌ للغلاف الكيراتيني الذي غطَّاه بالماضي.

## الاكتشاف

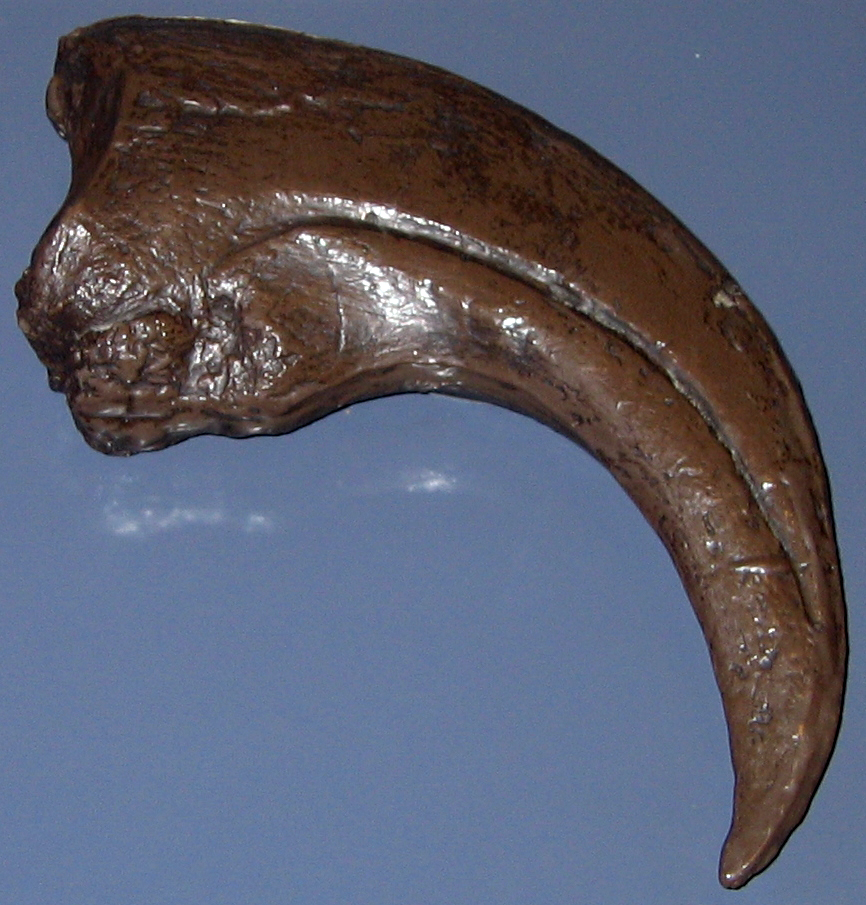
عرض مخلبٍ للديناصور في قصر الاكتشاف بباريس.

في 7 يناير سنة 1983 عثر هاوي جمع الأحافير وليام جون وُوكر على مخلبٍ كبير، وعظمةٍ سلاميَّة وبقايا أضلاع في حُفرةٍ طينيَّة بالقُرب من بلدة أوكلي في مُقاطعة سري، جنوب إنكلترا. كان طرف المخلب مفقودًا، إلا أنَّ وُوكر عثر عليه في الأسبوع التالي. أوَّل عالما مستحاثات درسا هذه العظام هُما آلان ج. چاريگ وأنجيلا س. مينلر بعد أن وُضعت في متحف التاريخ الطبيعي في لندن، وقد عادا لفحص موقع الاكتشاف في 7 فبراير من السَّنة ذاتها، لكن لم يُستَخرج الهيكل العظميُّ كاملاً حتى شهر مايو ويونيو بسبب تأثير المُنَاخ على الحفرة الطينية. شارك فريقٌ من موظَّفي مُتحف التاريخ الطبيعي وعددٌ من المُتطوِّعين باستخراج الطُنَّين المُتبقيَّين من القالب الحجري الذي كانت بداخله بقايا الباريونيكس. تبرَّع وُوكر بالمخلب الذي اكتشفه إلى متحف التاريخ الطبيعي، بينما تبرَّعت شركة أوكلي للطوب (وهي مالكة مواقع اكتشاف الديناصور قانونًا) بباقي الهيكل العظمي، بل وزوَّدت العُلماء بالمُعدَّات اللازمة لاستخراجه. مع أنَّ موقع الاكتشاف فُحِصَ لمدَّة 200 سنة قبل أن يأتي إليه وُوكر، لم يعثر قطٌّ على مستحاثات من هذا النَّوع فيه.
كانت مُعظم العظام المُكتَشفة للباريونيكس محتواةً داخل كتلٍ من حجر الطَّمي تُغطِّيها الرمال النَّاعمة والطمي، وأما العظام الباقية فقد وُجدت داخل الطمي. وُجدت العظام مفصولةً عن بعضها البعض ومُبَعثرةً على مساحةٍ مقدارها متران في خمسة أمتار، إلا أنَّ أغلبها لم تكُن بعيدةً جدًا عن مواقع ومفاصلها الطبيعيَّة. أزيحت بعضُ العظام عن مواقعها الأصليَّة بسبب استعمال جرَّافاتٍ قُربَ موقع الاكتشاف في السَّابق، كما وقد تحطَّمت بعضُها بسبب أدوات الحفر الميكانيكيَّة قبل أن يُلاحظ وُجودها. لاقى العُلماء وقتاً صعباً باستخراج بقايا الديناصور، وذك لعددٍ من الأسباب، من أهمِّها قساوة صخور الطمي التي تحتوي عظامه واحتوائها على معدن السيدريت، وقد حاول المُنقِّبون استعمال الأحماض لمساعدتهم على نحت الصَّخر، لكنَّهم اضطروا في النِّهاية إلى استخراج مُعظمه بأدواتٍ ميكانيكية. تكوَّن الهيكل العظمي المُكَشف الأوَّل للباريونيكس من أجزاء من جُمجمة، وأسنانٍ، وفقرات عُنُقيَّة وذيليَّة وظهريَّة، وأضلاعٍ، وعظام قصٍّ، وعظام ذراعٍ ويد، ومخالب، وعظام وركٍ وساق. كان رقم العيِّنة الأصلي BMNH R9951، لكنَّه تغيَّر لاحقاً إلى NHMUK VP R9951.

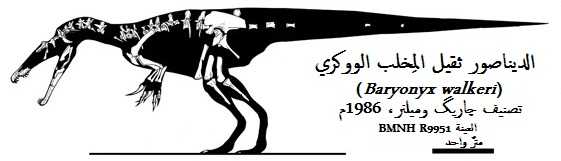
مُخطَّط عظميٌّ للعيِّنة الأساسية للباريونيكس، يُظهر أجزاء الديناصور التي عُثر على عظامٍ منها.

قرَّر چاريگ ومينلر في سنة 1986 تعيين الهيكل العظمي الذي عُثر عليه قبل ثلاث سنوات ليكونَ العيِّنة الأساسيَّة لجنسٍ جديدٍ ونوعٍ جديد من الديناصورات، أطلقوا عليه الاسم العلمي: Baryonyx walkeri. اشتقَّ اسم الجنس من الكلمتين الإغريقيَّتين القَديمتين: βαρύς (باريس) وتعني «ثقيل» أو «قوي»، وὄνυξ (أونيكس) وتعني «مخلب». أما اسم النَّوع فهو تكريمٌ لوليام وُوكر، مُكتشف الهيكل العظمي. لم يدرك العالمان في ذلك الحين ما إذا كان المخلب الكبير للديناصور مخلب قدمٍ (كما في الدرومايوصوريَّات) أم يد. وبالنَّظر إلى أنَّ العمل على استخراج العظام كان لا يَزال مستمرًا (كان قد أنجز نحو 70% منه في ذلك الوقت) اعتبروا بحثهم تمهيديًا في طبيعته، ووعدوا بإجراء وصفٍ أكثر دقَّة للعظام فيما بعد. كان الباريونيكس أوَّل ثيروپودٍ كبير الحجم من العصر الطباشيري المبكر يُكتَشف في أيِّ مكانٍ من العالم، وقبل اكتشافه، كان يعود آخر اكتشافٍ لعظام ثيروپود ذات قيمةٍ في بريطانيا إلى سنة 1871 عند اكتشاف اليوستريپتوسپونديلوس، وقد قال چاريگ في مُقابلة سنة 1986 عن اكتشاف الباريونيكس أنَّه «أفضل اكتشافٍ لهذا القرن» في قارَّة أوروبا. أحدث اكتشاف الباريونيكس ضجَّة إعلاميَّة كبيرةً في حينه، وصُوِّر عنه وثائقي للبي بي سي صدر في سنة 1987. وقد أطلق عليه الصحفيُّون لقب «المخالب»، وهو جناس لعنوان فلم «الفك» (أو الفك المفترس كما يُعرَف باللُّغة العربيَّة) الذي كان مشهوراً في ذلك الوقت. الهيكل العظمي معروضٌ حالياً في متحف التاريخ الطبيعي بمدينة لندن. في سنة 1987، نشر چاريگ ومينلر أفرودة تصفُ هيكل العيِّنة الأساسية من الباريونيكس بالتفصيل.
عثر لاحقاً على الكثير من الأحافير في بريطانيا وشبه الجزيرة الأيبيرية (هي في مُعظمها محض أسنانٍ مُتحجِّرة) نُسبت مراراً إلى الباريونيكس أو إلى حيواناتٍ يُعتَقد أنَّها شبيهة به. فعلى سبيل المثال، نُسب عددٌ من الأسنان والفقرات وعظام اليد المُكتشفة على جزيرة وايت الإنكليزيَّة إلى هذا الجنس. كما وقد نُسِبَت إليه عظام فك سفلي عُثِرَ عليها في منطقة لا ريوخا الإسبانيَّة سنة 1995. وفي سنة 2017م، عثر عالم الأحياء القديمة البريطاني مارتن مونت وزُملاؤه على بقايا جُمجُمتين تعودان لِباريونيكس في جزيرة وايت سالفة الذِكر، وأعلنوا عن رغبتهم بِتفحُّصها ودراستها مُستقبلًا. وعثر في سنة 1999 على سنٍّ وبقايا فقراتٍ ومشط يدٍ وعددٍ من أجزاء الجُمجمة لديناصورٍ في رسوبيَّات سالا دي لوس بمقاطعة برغش الإسبانيَّة نُسبت إلى باريونيكسٍ غير بالغ، بل وقد اكتشفت آثار أقدامٍ قربَ الموقع ذاته يُعتَقد أنَّها تعود إلى الباريونيكس أو لِثروپودٍ شبيه جداً به. نُسبت في سنة 2011 إلى الباريونيكس عيِّنة (ML1190) اكتشفت في تشكيل بابو سيكو في الپرتغال، وهي تشمل أسناناً وبقايا فك سفلي وفقرات وأضلاعاً وعظام فخذٍ وعظم كتف، وهي أكثر عظام الباريونيكس اكتمالاً التي عُر عليها في أيبيريا حتى الآن. وتمتاز هذه البقايا بتشابهُها في عدَّة أجزاءٍ من الهيكل العظمي مع هيكل العيِّنة الأساسية الأصلي للباريونيكس المُكتَشف سنة 1983، باستثناء شكل بعض الفقرات الوُسطى بالرَّقبة. وفي سنة 2018م، أعلن عالم الأحياء القديمة البريطاني، طوماس أردن، أنَّهُ وزُملائه اكتشفوا بِأنَّ الهيكل العظمي الپُرتُغالي لا يعود لِباريونيكس، نظرًا لِأنَّ عظم أضراسه ليس مقلوبًا تمامًا، كما يبدو أنَّ العديد من البقايا السپينوصوريَّة التي عُثر عليها في شبه الجزيرة الأيبيريَّة تعودُ لِأصنوفاتٍ أُخرى من غير الباريونيكسات.

## التصنيف

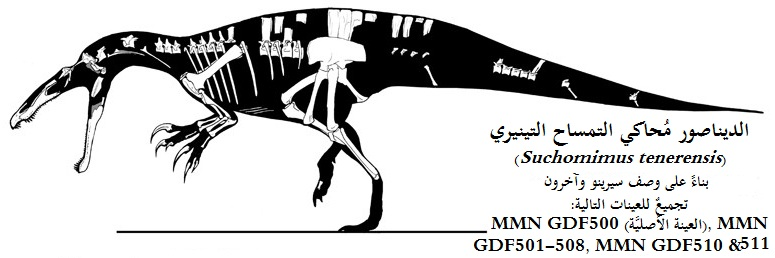
رسمٌ لِلهيكل العظمي لِديناصورٍ من الجنس الأقرب للباريونيكس ألا وهو.

اعتبر چاريگ وملنر في وصفهما الأصلي لِهذه الكائنات، بعد أن تمَّت دراسة المُستحاثة المُكتشفة، اعتبرا أنَّ الباريونيكس مُميزٌ للدرجة التي يُمكن معها القول بانتماءه إلى فصيلةٍ جديدةٍ من الديناصورات، أطلقا عليها تسمية «ثقيلة المخلب» أو «الباريونكسيَّات» (باللاتينية: Baryonychidae). وقد اعتقدا في بادئ الأمر أنَّ هذه الحيوانات يُحتمل أن تكون من الزواحف غمديَّة الأسنان (باللاتينية: Thecodontia) البدائيَّة التي كانت تعيش خلال العصرين البرمي والثُلاثي، وتشتمل على أسلاف الديناصورات والتماسيح والزواحف المُجنَّحة (التيروصورات)، وذلك بسبب بعض الخصائص التشكليَّة البارزة لديه والتي تُميزه عن سائر الثيروپودات، لكنهما سُرعان ما لاحظا التشابه الكبير بين فكه العلوي وعظم قواطعه، وبين تلك الخاصَّة بِالديناصور ثُنائي العُرف الديلوفوصور، الذي يُعتبرُ وفق وجهة النظر التطوُّريَّة ديناصورًا فعليًا وليس زاحفًا غمديّ الأسنان، وبالتالي أمكن القول بأنَّ الباريونيكس ديناصورٌ كاملٌ بدوره. كذلك، لاحظا تطابقًا شبه كامل بين خطم الباريونيكس وخطمان مُتحجران يعودان لِديناصورٍ من فصيلة السپينوصوريَّات عثر عليها عالم المُستحاثات الفرنسي فيليپ تاقت في النيجر سنة 1984م، مما أفاد بصحَّة نظريَّتهما بأنَّ هذه الكائنات تُمثلُ فصيلةً جديدةً، فضمّوا تلك المُستحثات مع بعضها في فصيلة الباريونكسيَّات. وفي سنة 1988م، وافق عالم المُستحاثات الأمريكي گريگوري سكوت پول قول تاقت بأنَّ السپينوصور، الموصوف سنة 1915م بالاستناد إلى بعض البقايا المُتحجرة التي عُثر عليها في مصر والتي تدمَّرت خلال الحرب العالميَّة الثانية نتيجة قصف البريطانيين متحف ميونخ للمُستحاثات، إنما هو قريبٌ للباريونيكس، ولعلَّ الاثنان هُما من أواخر الديلوفوصورات الباقية، بسبب التشابه الكبير في شكل أفكاكها المُلتوية. وفي سنة 1989م، أيَّد العالم الفرنسي أريك بوفيتوه هذه النظريَّة القائلة بِصلة تلك الكائنات. غير أنَّ چاريگ وملنر عادا ونبذا فكرة القرابة بين الباريونيكس والسپينوصورات سنة 1990م لاعتبارهما أنَّ البقايا المُكتشفة غير كافية لِتأكيد هذا الإدعاء.
ألقت الاكتشافات الجديدة خلال عقد التسعينيَّات من القرن العشرين المزيد من الضوء على العلاقة بين الباريونيكس وأقاربه من الديناصورات الشبيهة، ففي سنة 1996م تمَّ اكتشاف خطمٌ مُتحجِّر في المغرب أثبتت الدراسات أنَّهُ يعودُ لِسپينوصور، وفي ذات السنة عُثر على خطمٍ مُشابهٍ في البرازيل أُطلق عليه تسمية الإيريتايتور. وبعد سنتين من هذا، أطلق العُلماء على بقايا الخطم التي عُثر عليها في النيجر كما أُسلف، تسمية «الديناصور الأعرف» أو «الكریستاتوصور»، وأُعيد إطلاق تسمية «السوكوميمس» على عينةٍ أُحفوريَّةٍ أُخرى شبه كاملة، عُثر عليها في ناحيةٍ أُخرى من البلاد. أعاد العُلماء إدراج الباريونيكس والسوكوميمس ضمن أُسرةٍ واحدةٍ هذه المرَّة هي أُسرة «الباريونكسيَّات»، وأدرجوها بدورها ضمن فصيلة السپينوصوريَّات، وذلك بعد أن تمعنوا في دراسة بقايا السوكوميمس حديثة الاكتشاف؛ كما تمَّ إدراج أعضاء الفصيلة الأُخرى ضمن الأُسرة السپينوصوريَّة (باللاتينية: Spinosaurinae). كذلك، أُدرجت هذه الفصيلة ضمن فيلقٍ دُعي «سپينوصوريَّة الشكل» (باللاتينية: Spinosauroidea). وفي سنة 2010م اقترح العالم روجر بنسون اعتبار هذا الفيلق جُزءٌ من مجموعة الميگالوصوروديَّات، وهي المُرادف القديم للسپينوصوريَّات. اقترح العالم الأمريكي دنڤر فولر، في مُلخَّصٍ بحثيٍّ يعود لِسنة 2007م، أنَّهُ نظرًا لِكون السوكوميمس أوَّل جنسٍ سُمي تسميةً علميَّةً صحيحة ضمن هذه المجموعة، فإنَّ فُرُوعها الحيويَّة ينبغي أن تُشتق أسمائها منه (كالسوكوميميسيَّات مثلًا)، بِغض النظر عمَّا إذا تقرَّر الاحتفاظ بِتسمية الباريونيكس أم لا. وفي دراسةٍ تعود لِسنة 2017م، قال العالمان البرازيليَّان ماركوس سايلز وسيزار شولتز أنَّ فرع الباريونكسيَّات الحيوي قد لا يكون مُستقلًا بِذاته، نظرًا لِأنَّ ما يُفترض أنَّهُ يُميِّزه، أي الأسنان المُسنَّنة، يُحتمل أن تكون سمة سلفيَّة مُشتركة بين جميع السپينوصوريَّات. يُظهرُ المُخطط التشعيبي التالي موضع الباريونيكس وصلته بِسائر أفراد الفصيلة، وفق دراسةٍ لعالم الآثار البريطاني طوماس أردن وزملائه، تعود لسنة 2018.

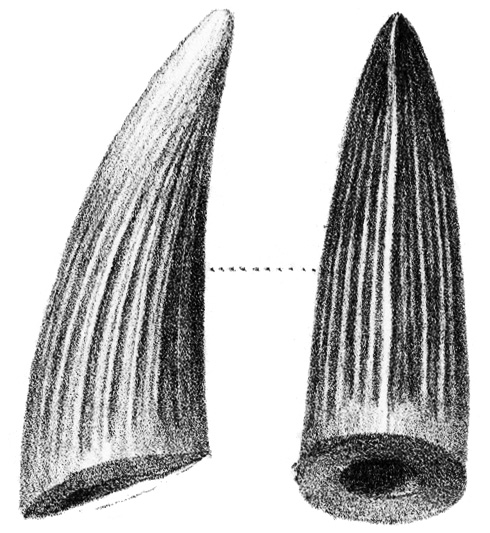
سن العينة الأصليَّة من الديناصور التمساحي خنجريّ الناب.

|  | الباريونيكس الووكري |
|  |                     |
|  | السوكوميمس          |
|  |                     |

|               | الإيريتايتور                                                                                     |
|               |                                                                                                  |
|               | أوكزالايا                                                                                        |
|               |                                                                                                  |
| السبينوصورئية | \| \| أصنوفة گارا ساماني \| \| \| \| \| \| السجلماساصور \| \| \| \| \| \| السپينوصور \| \| \| \| |
|               | \| \| أصنوفة گارا ساماني \| \| \| \| \| \| السجلماساصور \| \| \| \| \| \| السپينوصور \| \| \| \| |
|               | أصنوفة گارا ساماني                                                                               |
|               |                                                                                                  |
|               | السجلماساصور                                                                                     |
|               |                                                                                                  |
|               | السپينوصور                                                                                       |
|               |                                                                                                  |

|  | أصنوفة گارا ساماني |
|  |                    |
|  | السجلماساصور       |
|  |                    |
|  | السپينوصور         |
|  |                    |

|               | الإيريتايتور                                                                                     |
|               |                                                                                                  |
|               | أوكزالايا                                                                                        |
|               |                                                                                                  |
| السبينوصورئية | \| \| أصنوفة گارا ساماني \| \| \| \| \| \| السجلماساصور \| \| \| \| \| \| السپينوصور \| \| \| \| |
|               | \| \| أصنوفة گارا ساماني \| \| \| \| \| \| السجلماساصور \| \| \| \| \| \| السپينوصور \| \| \| \| |
|               | أصنوفة گارا ساماني                                                                               |
|               |                                                                                                  |
|               | السجلماساصور                                                                                     |
|               |                                                                                                  |
|               | السپينوصور                                                                                       |
|               |                                                                                                  |

|  | أصنوفة گارا ساماني |
|  |                    |
|  | السجلماساصور       |
|  |                    |
|  | السپينوصور         |
|  |                    |

|               | الإيريتايتور                                                                                     |
|               |                                                                                                  |
|               | أوكزالايا                                                                                        |
|               |                                                                                                  |
| السبينوصورئية | \| \| أصنوفة گارا ساماني \| \| \| \| \| \| السجلماساصور \| \| \| \| \| \| السپينوصور \| \| \| \| |
|               | \| \| أصنوفة گارا ساماني \| \| \| \| \| \| السجلماساصور \| \| \| \| \| \| السپينوصور \| \| \| \| |
|               | أصنوفة گارا ساماني                                                                               |
|               |                                                                                                  |
|               | السجلماساصور                                                                                     |
|               |                                                                                                  |
|               | السپينوصور                                                                                       |
|               |                                                                                                  |

|  | أصنوفة گارا ساماني |
|  |                    |
|  | السجلماساصور       |
|  |                    |
|  | السپينوصور         |
|  |                    |

|               | الإيريتايتور                                                                                     |
|               |                                                                                                  |
|               | أوكزالايا                                                                                        |
|               |                                                                                                  |
| السبينوصورئية | \| \| أصنوفة گارا ساماني \| \| \| \| \| \| السجلماساصور \| \| \| \| \| \| السپينوصور \| \| \| \| |
|               | \| \| أصنوفة گارا ساماني \| \| \| \| \| \| السجلماساصور \| \| \| \| \| \| السپينوصور \| \| \| \| |
|               | أصنوفة گارا ساماني                                                                               |
|               |                                                                                                  |
|               | السجلماساصور                                                                                     |
|               |                                                                                                  |
|               | السپينوصور                                                                                       |
|               |                                                                                                  |

|  | أصنوفة گارا ساماني |
|  |                    |
|  | السجلماساصور       |
|  |                    |
|  | السپينوصور         |
|  |                    |

|               | الإيريتايتور                                                                                     |
|               |                                                                                                  |
|               | أوكزالايا                                                                                        |
|               |                                                                                                  |
| السبينوصورئية | \| \| أصنوفة گارا ساماني \| \| \| \| \| \| السجلماساصور \| \| \| \| \| \| السپينوصور \| \| \| \| |
|               | \| \| أصنوفة گارا ساماني \| \| \| \| \| \| السجلماساصور \| \| \| \| \| \| السپينوصور \| \| \| \| |
|               | أصنوفة گارا ساماني                                                                               |
|               |                                                                                                  |
|               | السجلماساصور                                                                                     |
|               |                                                                                                  |
|               | السپينوصور                                                                                       |
|               |                                                                                                  |

|  | أصنوفة گارا ساماني |
|  |                    |
|  | السجلماساصور       |
|  |                    |
|  | السپينوصور         |
|  |                    |

|               | الإيريتايتور                                                                                     |
|               |                                                                                                  |
|               | أوكزالايا                                                                                        |
|               |                                                                                                  |
| السبينوصورئية | \| \| أصنوفة گارا ساماني \| \| \| \| \| \| السجلماساصور \| \| \| \| \| \| السپينوصور \| \| \| \| |
|               | \| \| أصنوفة گارا ساماني \| \| \| \| \| \| السجلماساصور \| \| \| \| \| \| السپينوصور \| \| \| \| |
|               | أصنوفة گارا ساماني                                                                               |
|               |                                                                                                  |
|               | السجلماساصور                                                                                     |
|               |                                                                                                  |
|               | السپينوصور                                                                                       |
|               |                                                                                                  |

|  | أصنوفة گارا ساماني |
|  |                    |
|  | السجلماساصور       |
|  |                    |
|  | السپينوصور         |
|  |                    |

|               | الإيريتايتور                                                                                     |
|               |                                                                                                  |
|               | أوكزالايا                                                                                        |
|               |                                                                                                  |
| السبينوصورئية | \| \| أصنوفة گارا ساماني \| \| \| \| \| \| السجلماساصور \| \| \| \| \| \| السپينوصور \| \| \| \| |
|               | \| \| أصنوفة گارا ساماني \| \| \| \| \| \| السجلماساصور \| \| \| \| \| \| السپينوصور \| \| \| \| |
|               | أصنوفة گارا ساماني                                                                               |
|               |                                                                                                  |
|               | السجلماساصور                                                                                     |
|               |                                                                                                  |
|               | السپينوصور                                                                                       |
|               |                                                                                                  |

|  | أصنوفة گارا ساماني |
|  |                    |
|  | السجلماساصور       |
|  |                    |
|  | السپينوصور         |
|  |                    |

|               | الإيريتايتور                                                                                     |
|               |                                                                                                  |
|               | أوكزالايا                                                                                        |
|               |                                                                                                  |
| السبينوصورئية | \| \| أصنوفة گارا ساماني \| \| \| \| \| \| السجلماساصور \| \| \| \| \| \| السپينوصور \| \| \| \| |
|               | \| \| أصنوفة گارا ساماني \| \| \| \| \| \| السجلماساصور \| \| \| \| \| \| السپينوصور \| \| \| \| |
|               | أصنوفة گارا ساماني                                                                               |
|               |                                                                                                  |
|               | السجلماساصور                                                                                     |
|               |                                                                                                  |
|               | السپينوصور                                                                                       |
|               |                                                                                                  |

|  | أصنوفة گارا ساماني |
|  |                    |
|  | السجلماساصور       |
|  |                    |
|  | السپينوصور         |
|  |                    |

|  | الباريونيكس الووكري |
|  |                     |
|  | السوكوميمس          |
|  |                     |

|               | الإيريتايتور                                                                                     |
|               |                                                                                                  |
|               | أوكزالايا                                                                                        |
|               |                                                                                                  |
| السبينوصورئية | \| \| أصنوفة گارا ساماني \| \| \| \| \| \| السجلماساصور \| \| \| \| \| \| السپينوصور \| \| \| \| |
|               | \| \| أصنوفة گارا ساماني \| \| \| \| \| \| السجلماساصور \| \| \| \| \| \| السپينوصور \| \| \| \| |
|               | أصنوفة گارا ساماني                                                                               |
|               |                                                                                                  |
|               | السجلماساصور                                                                                     |
|               |                                                                                                  |
|               | السپينوصور                                                                                       |
|               |                                                                                                  |

|  | أصنوفة گارا ساماني |
|  |                    |
|  | السجلماساصور       |
|  |                    |
|  | السپينوصور         |
|  |                    |

|               | الإيريتايتور                                                                                     |
|               |                                                                                                  |
|               | أوكزالايا                                                                                        |
|               |                                                                                                  |
| السبينوصورئية | \| \| أصنوفة گارا ساماني \| \| \| \| \| \| السجلماساصور \| \| \| \| \| \| السپينوصور \| \| \| \| |
|               | \| \| أصنوفة گارا ساماني \| \| \| \| \| \| السجلماساصور \| \| \| \| \| \| السپينوصور \| \| \| \| |
|               | أصنوفة گارا ساماني                                                                               |
|               |                                                                                                  |
|               | السجلماساصور                                                                                     |
|               |                                                                                                  |
|               | السپينوصور                                                                                       |
|               |                                                                                                  |

|  | أصنوفة گارا ساماني |
|  |                    |
|  | السجلماساصور       |
|  |                    |
|  | السپينوصور         |
|  |                    |

|               | الإيريتايتور                                                                                     |
|               |                                                                                                  |
|               | أوكزالايا                                                                                        |
|               |                                                                                                  |
| السبينوصورئية | \| \| أصنوفة گارا ساماني \| \| \| \| \| \| السجلماساصور \| \| \| \| \| \| السپينوصور \| \| \| \| |
|               | \| \| أصنوفة گارا ساماني \| \| \| \| \| \| السجلماساصور \| \| \| \| \| \| السپينوصور \| \| \| \| |
|               | أصنوفة گارا ساماني                                                                               |
|               |                                                                                                  |
|               | السجلماساصور                                                                                     |
|               |                                                                                                  |
|               | السپينوصور                                                                                       |
|               |                                                                                                  |

|  | أصنوفة گارا ساماني |
|  |                    |
|  | السجلماساصور       |
|  |                    |
|  | السپينوصور         |
|  |                    |

|               | الإيريتايتور                                                                                     |
|               |                                                                                                  |
|               | أوكزالايا                                                                                        |
|               |                                                                                                  |
| السبينوصورئية | \| \| أصنوفة گارا ساماني \| \| \| \| \| \| السجلماساصور \| \| \| \| \| \| السپينوصور \| \| \| \| |
|               | \| \| أصنوفة گارا ساماني \| \| \| \| \| \| السجلماساصور \| \| \| \| \| \| السپينوصور \| \| \| \| |
|               | أصنوفة گارا ساماني                                                                               |
|               |                                                                                                  |
|               | السجلماساصور                                                                                     |
|               |                                                                                                  |
|               | السپينوصور                                                                                       |
|               |                                                                                                  |

|  | أصنوفة گارا ساماني |
|  |                    |
|  | السجلماساصور       |
|  |                    |
|  | السپينوصور         |
|  |                    |

|               | الإيريتايتور                                                                                     |
|               |                                                                                                  |
|               | أوكزالايا                                                                                        |
|               |                                                                                                  |
| السبينوصورئية | \| \| أصنوفة گارا ساماني \| \| \| \| \| \| السجلماساصور \| \| \| \| \| \| السپينوصور \| \| \| \| |
|               | \| \| أصنوفة گارا ساماني \| \| \| \| \| \| السجلماساصور \| \| \| \| \| \| السپينوصور \| \| \| \| |
|               | أصنوفة گارا ساماني                                                                               |
|               |                                                                                                  |
|               | السجلماساصور                                                                                     |
|               |                                                                                                  |
|               | السپينوصور                                                                                       |
|               |                                                                                                  |

|  | أصنوفة گارا ساماني |
|  |                    |
|  | السجلماساصور       |
|  |                    |
|  | السپينوصور         |
|  |                    |

|               | الإيريتايتور                                                                                     |
|               |                                                                                                  |
|               | أوكزالايا                                                                                        |
|               |                                                                                                  |
| السبينوصورئية | \| \| أصنوفة گارا ساماني \| \| \| \| \| \| السجلماساصور \| \| \| \| \| \| السپينوصور \| \| \| \| |
|               | \| \| أصنوفة گارا ساماني \| \| \| \| \| \| السجلماساصور \| \| \| \| \| \| السپينوصور \| \| \| \| |
|               | أصنوفة گارا ساماني                                                                               |
|               |                                                                                                  |
|               | السجلماساصور                                                                                     |
|               |                                                                                                  |
|               | السپينوصور                                                                                       |
|               |                                                                                                  |

|  | أصنوفة گارا ساماني |
|  |                    |
|  | السجلماساصور       |
|  |                    |
|  | السپينوصور         |
|  |                    |

|               | الإيريتايتور                                                                                     |
|               |                                                                                                  |
|               | أوكزالايا                                                                                        |
|               |                                                                                                  |
| السبينوصورئية | \| \| أصنوفة گارا ساماني \| \| \| \| \| \| السجلماساصور \| \| \| \| \| \| السپينوصور \| \| \| \| |
|               | \| \| أصنوفة گارا ساماني \| \| \| \| \| \| السجلماساصور \| \| \| \| \| \| السپينوصور \| \| \| \| |
|               | أصنوفة گارا ساماني                                                                               |
|               |                                                                                                  |
|               | السجلماساصور                                                                                     |
|               |                                                                                                  |
|               | السپينوصور                                                                                       |
|               |                                                                                                  |

|  | أصنوفة گارا ساماني |
|  |                    |
|  | السجلماساصور       |
|  |                    |
|  | السپينوصور         |
|  |                    |

|               | الإيريتايتور                                                                                     |
|               |                                                                                                  |
|               | أوكزالايا                                                                                        |
|               |                                                                                                  |
| السبينوصورئية | \| \| أصنوفة گارا ساماني \| \| \| \| \| \| السجلماساصور \| \| \| \| \| \| السپينوصور \| \| \| \| |
|               | \| \| أصنوفة گارا ساماني \| \| \| \| \| \| السجلماساصور \| \| \| \| \| \| السپينوصور \| \| \| \| |
|               | أصنوفة گارا ساماني                                                                               |
|               |                                                                                                  |
|               | السجلماساصور                                                                                     |
|               |                                                                                                  |
|               | السپينوصور                                                                                       |
|               |                                                                                                  |

|  | أصنوفة گارا ساماني |
|  |                    |
|  | السجلماساصور       |
|  |                    |
|  | السپينوصور         |
|  |                    |

اعتبر كُتَّابُ إحدى المقالات العلميَّة المنشورة سنة 2002م والتي تتحدث عن الإيريتايتور، بأنَّ السوكوميمس التينيري (باللاتينية: Suchomimus tenerensis) شبيهٌ بالباريونيكس الووكري (باللاتينية: Baryonyx walkeri) بما يكفي كي يُعتبرا وفق وجهة النظر العلميَّة نوعًا واحدًا ينتمي إلى ذات الجنس، وأنَّ هذا النوع يجب أن يُسمَّى «الديناصور التينيري ثقيل المِخلب» أو الباريونيكس التينيري (باللاتينية: Baryonyx tenerensis)، كما اقتُرح بأنَّ السوكوميمس هو جنسٌ مُتطابق مع جنس الكريستاتوصور (باللاتينية: Cristatusaurus)، لا سيَّما وأنَّ مُستحاثات كلا الجنسين تمَّ العُثور عليها في ذات الموقع، ألا وهو تكوينة «الرحز» الصخريَّة في النيجر. هذا مع العلم أنَّ السوكوميمس كان أضخم حجمًا وأعظم قدًا من الباريونيكس، إذ بلغ طوله 9.5 أمتار (30 قدمًا)، وبلغت زنته 2.5 أطنان (5,511 رطلًا). وفي سنة 2004م، عبَّر عالما المُستحاثات ستيڤ هات وپني نيوبري في موجزٍ لِإحدى المُؤتمرات العلميَّة، عن تأييدها لِهذا الاعتبار القائل بالمزج بين الجنسين سالِفا الذِكر في جنسٍ واحدٍ، مُستندين في ذلك على فقرةٍ ظهريَّة مُتحجَّرة، عُثر عليها في جزيرة وايت البريطانيَّة وتبيَّن أنها تعود لِديناصورٍ ثيروپوديٍّ ضخم قيل بأنَّهُ باريونيكس على الأرجح؛ وظهر بأنَّها شديدة الشبه بالفقرة الظهريَّة لِلسوكوميمس، عندما تمَّت مُقارنتها معها، بل ظهر أنها أكثرُ شبهًا عمَّا كان يُعتقدُ سابقًا. غير أنَّ الدراسات التي أُجريت لاحقًا أبقت كلا الجنسين مُنفصلين ومُستقلين عن بعضهما. وفي دراسةٍ مُحكَّمةٍ أجراها العالم البرازيلي كارلوس روبرتو كانديرو ونشرها سنة 2017م، يقول بأنَّ الجدال سالف الذِكر يصب في خانة الدلالات أكثر من خانة الحقائق العلميَّة، فمن المُتفق عليه أنَّ الباريونيكس الووكري والسوكوميمس التينيري نوعان مُنفصلان إلَّا أنهما وثيقا الصلة بِبعضهما.

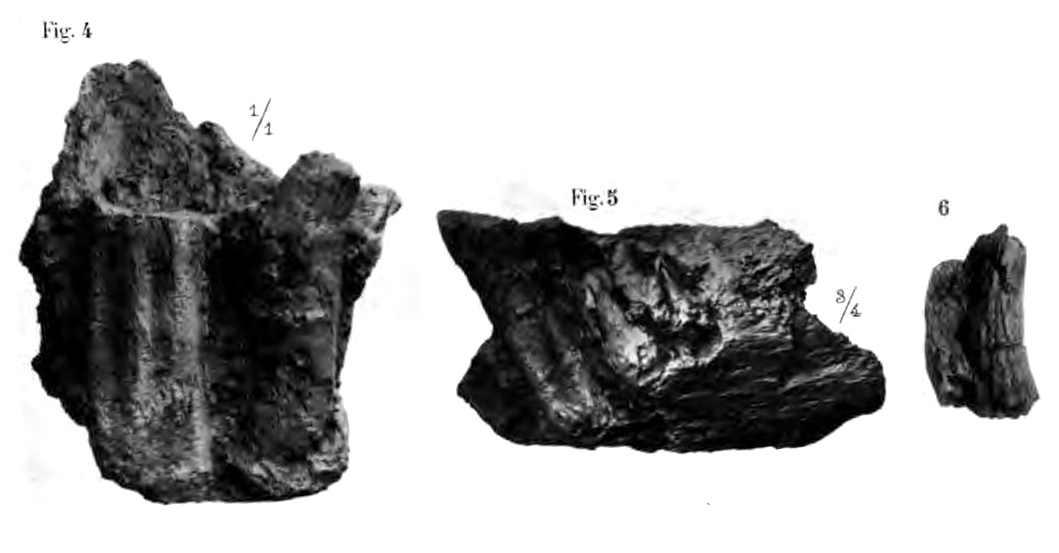
الفك المُهترئ والسن العائد للعينة النمطيَّة من الديناصور التمساحي الجيراردي.

أشارت أنجيلا ملنر في مقالٍ نُشر سنة 2003م أنَّ أسنان الباريونيكس شديدة الشبه بِأسنان جنس الديناصورات التمساحيَّة أو «السوكوصورات» (باللاتينية: Suchosaurus)، واقترحت أن تكون بقايا كلا الجنسين تعود لِذات الكائن. أُطلق على النوع النمطيّ لِجنس الديناصورات التمساحيَّة تسمية «الديناصور التمساحي خنجريّ الناب» (باللاتينية: Suchosaurus cultridens)، وقد عُثر على أسنانه المُتحجرة سنة 1841م في غابة تلگيت بِمُقاطعة ساسكس في إنگلترا؛ وفي سنة 1897م عُثر على بقايا فكٍ مُتحجرٍ وسنٍ في منطقة بوكا دوچاپيم، واعتُبرت أنها تعود لِنوعٍ آخر من ذات الجنس سالف الذِكر، وأُطلق على هذا النوع الجديد تسمية «الديناصور التمساحي الجيراردي» (باللاتينية: Suchosaurus girardi). وفي سنة 2007م، أشار العُلماء إلى أنَّ أسنان النوع سالِف الذكر ونظيره خنجريّ الناب شديدة الشبه بأسنان الباريونيكس، إلَّا أنَّ أسنان الأخير كانت أكثر حديَّةً على رؤوسها، مما يعني أنها تنتمي لِذات الجنس ولكنها تُمثلُ أنواعًا مُختلفة، كما تبيَّن أنَّ أسنان الديناصور التمساحي خنجريّ الناب تكاد تكون مُتطابقة لِأسنان الباريونيكس، لكنَّ سطحها أكثر نُعومةً. وبهذا، أمكن القول باحتمال كون الباريونيكس أُصنوفةٌ رديفةٌ لِأُصنوفة السوكوصور (نظرًا لأنَّ الأخير وُصف قبل الأوَّل)، بالاعتماد على ما إذا كانت تلك الاختلافات قليلة بِحيث يُمكن القول أنها ضمن أُصنوفةٌ واحدة أو بين أكثر من أُصنوفة. ووفقًا للذين قاموا بِتلك الدراسة، فإنه طالما كانت العينة الأصليَّة من السوكوصور خنجريّ المخلب عبارة عن نابٍ واحدٍ مُهترئ، والعينة الأصليَّة من الباريونيكس عبارة عن هيكلٍ عظميٍّ شبه كامل، فإنَّهُ من الأنسب الاحتفاظ باسم الثاني واعتباره الاسم المُمثل للجنس ككُل. وفي سنة 2011م، أعلن عالم المُستاحاثات الپُرتُغالي أوكتاڤيو ماتيوس وزُملائه أنَّ الباريونيكس وثيق الصلة بالسوكوصور، لكنَّ وضعهم ضمن ذات الجنس هو أمرٌ مشكوكٌ بِصحته، لأنَّ العينتان الأصليَّتان لم تحتويا على علاماتٍ مُميزة يُمكن معها التأكد من كونها تنتمي لِذات الجنس أو الأُصنوفة، أم لا.

### التطوُّر والنُشوء

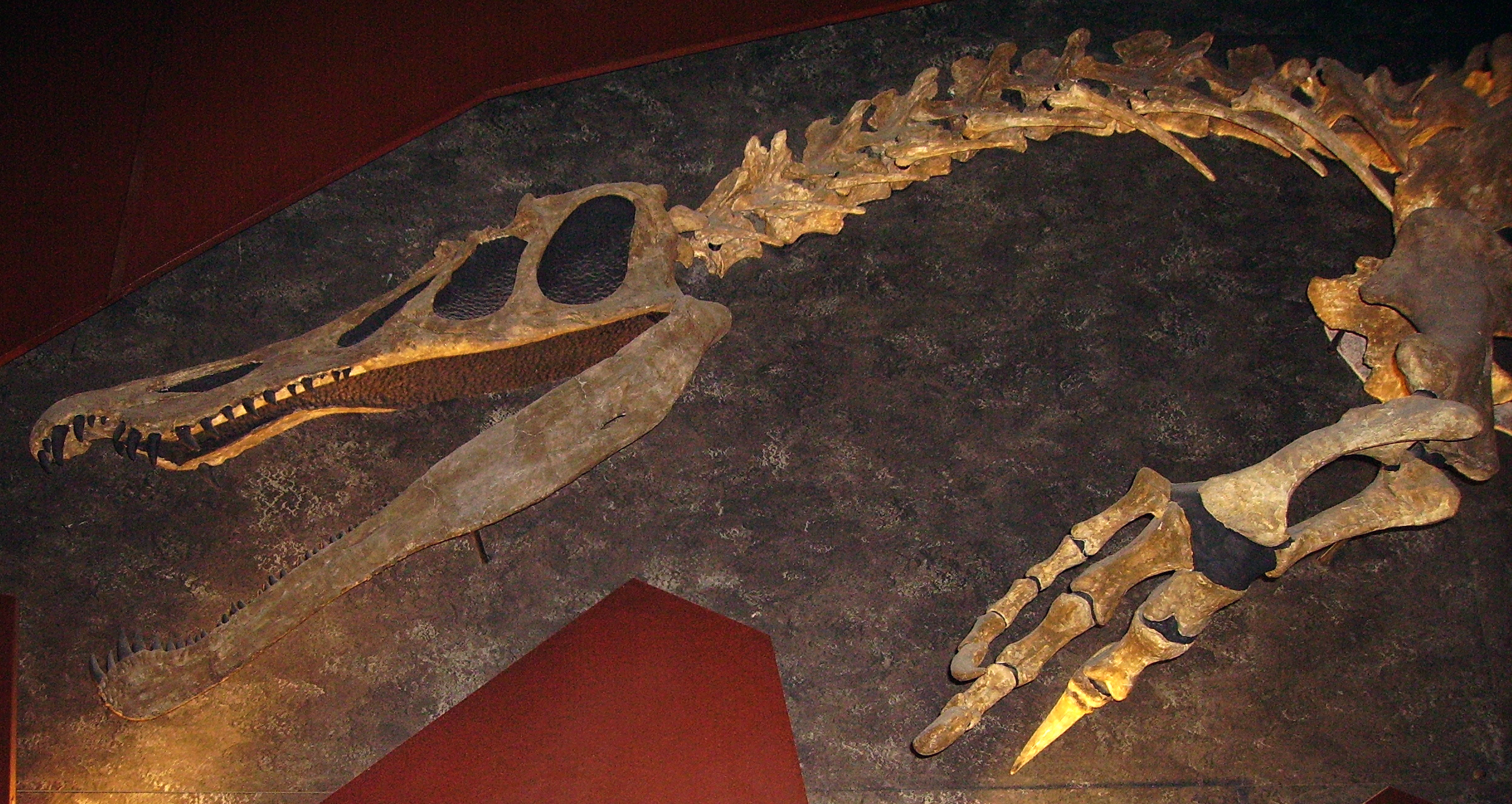
ذراعٌ ورأسٌ مُرممتين في متحف التاريخ الطبيعي بِلندن.

يُعتقدُ بأنَّ السپينوصورات كانت واسعة الانتشار طيلة الفترة المُمتدَّة من العهد الباريمي إلى العهد السينوماني في العصر الطباشيري، أي ما بين 130 إلى 95 مليون سنة تقريبًا. والظاهر أنها أوَّل ما ظهرت خلال العصر الجوراسي المُتأخر، مُنذ حوالي 155 مليون سنة. تشاركت أعضاء هذه الفصيلة بالكثير من المعالم، أبرزها: الجُمجُمة الطويلة الضيقة الشبيهة بِجُمجُمة التماسيح، والأسنان شبه الدائريَّة، التي كانت شديدة الحدَّة عند بعضها بينما كانت غير حادَّة إطلاقًا عند البعض الآخر؛ وورديَّة الخطم، والحنك الثانوي الذي جعلها أكثر مُقاومةً للالتواء. وهي بهذه المظاهر كانت تُخالفُ سائر الثيروپودات البدائيَّة، فإنَّ الشكل النمطيّ لِجُمجُمة هذه الأخيرة كان عبارةً عن خطمٍ طويلٍ ضيقٍ ذي أسنانٍ أشبه بالشفرات الحادَّة من الأمام ومن الخلف على حدٍ سواء. تتلاقى التأقلُمات الجُمجُميَّة للسپينوصورات مع تلك الخاصَّة بالتمساحيَّات؛ فأعضاءُ الفصيلة الأخيرة كانت في بدايات نشأتها تمتلكُ جماجم أشبه بِجماجم الثيروپودات النمطيَّة، ثُمَّ عادت لاحقًا لِيتطوَّر لديها خطمٌ مُتطاولٌ، وأسنانٌ مخروطيَّة الشكل، وأفكاكٌ ثانويَّة. يُحتملُ أن تكون هذه التغييرات قد جاءت نتيجة تبديل هذه الحيوانات لِنوع غذائها من الكائنات البريَّة إلى السُمُوك. وعلى العكس من التمساحيَّات، لا يبدو أنَّ الهياكل العظميَّة القبقحفيَّة (قبل القُحفيَّة) لِمُعظم السپينوصورات (عدا السپينوصور) تتمتع بِتأقلُماتٍ تُمكنها من العيش في بيئةٍ برمائيَّة كما التماسيح. اقترح بعض العُلماء أن تكون الأذرع المتينة الصُلبة والمخلب الضخم لِهذه الديناصورات قد تطوَّرت ونشأت خِلال العصر الجوراسي الأوسط، قبل أن تتطاول جُمجُمتها وتظهر لديها أيَّة تأقلُمات جسديَّة أُخرى مُرتبطة بافتراس السمك، لا سيَّما وإنَّ التأقلُمات الأولى تتشاطرها هذه الفئة من الديناصورات مع أقرب أقاربها، أي الميگالوصوريَّات. كما اقتُرح أن تكون السپينورصوريَّات والباريونكسيَّات قد انفصلت عن بعضها قبل بداية العهد الباريمي.

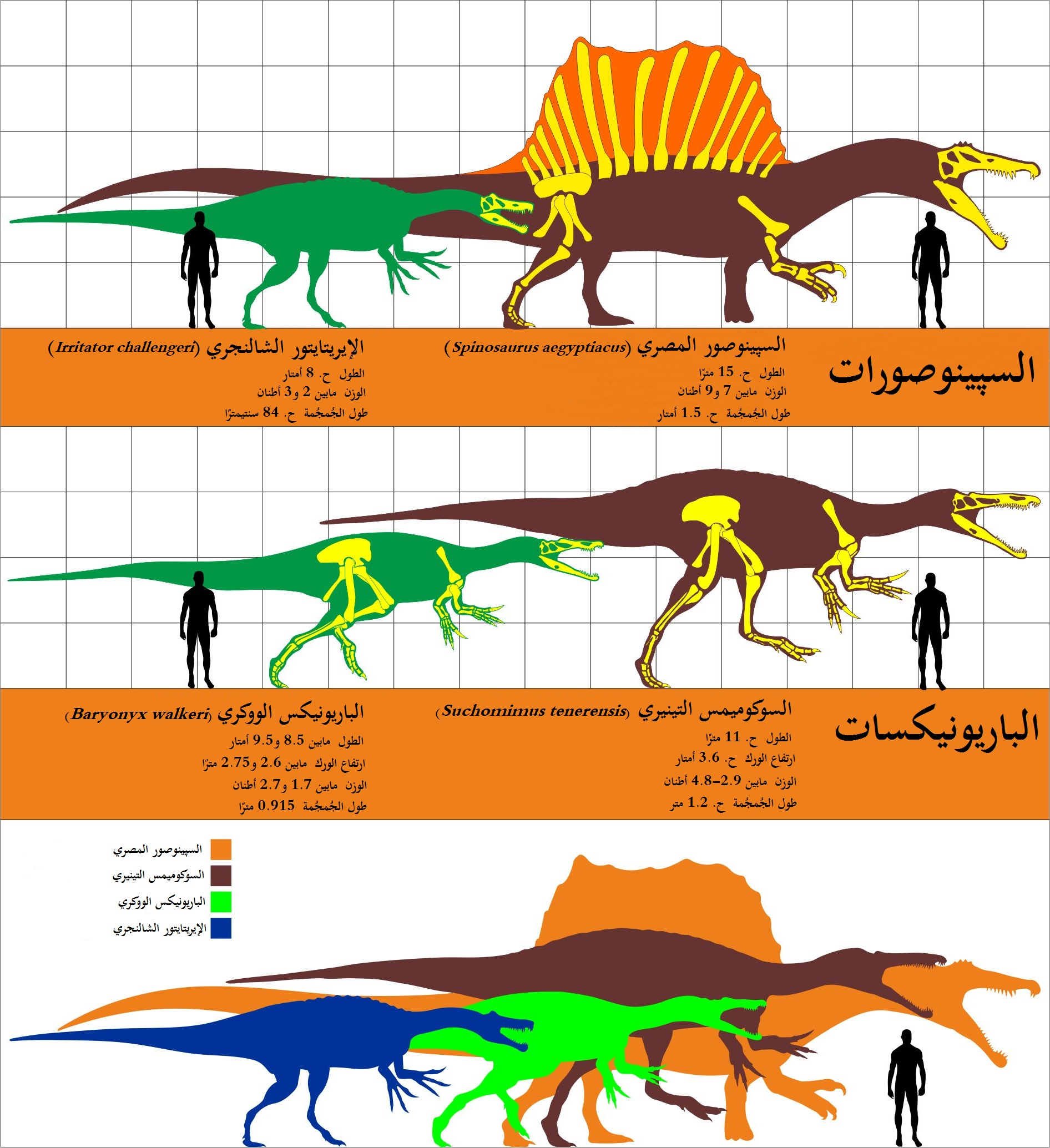
رسمٌ بيانيٌّ يُظهرُ مُقارنةً بين الباريونيكس وأقاربه.

اقترح العُلماء عدَّة نظريَّات حول الجُغرافيا الحيويَّة للسپينوصورات. فبما أنَّ السوكوميمس (الأفريقي) كان أقرب وأوثق صلةً بالباريونيكس (الأوروپي) من السپينوصور - رُغم أنَّ أعضاء هذا الجنس لم تعش إلَّا في أفريقيا - فإنَّ انتشار السپينوصورات لا يُمكن تفسيره على أنه نتيجة تشتتها بِسبب انفصال وانجراف القارَّات. اقترح بعض العُلماء أنَّ السپينوصورات كانت أساسًا تنتشرُ عبر أصقاع القارَّة العُظمى پانجيا، لكنها انفصلت عن بعضها بعد نشوء وتوسُّع مُحيط تيثيس. وبناءً على هذا، فإنَّ السپينوصورات قد تكون نشأت في الجنوب (أفريقيا وأمريكا الجنوبيَّة المُتصلتان، أي گوندوانا)، بينما نشأت الباريونكسيَّات في الشمال (لوراسيا)، أمَّا السوكوميمس فلعلَّه نتاج عمليَّة تبادلٍ أحيائيّ بين الشمال والجنوب. كذلك، اقترح البعض أن تكون الباريونيكسيَّات أسلاف السپينوصورات، إذ أنَّ الأخيرة يبدو بأنها استبدلت الأولى وحلَّت محلها في أفريقيا. وفي سنة 2006م، أظهرت بعض الأبحاث أنَّ أيبيريا كانت مُلاصقة تقريبًا لِشمال أفريقيا خِلال الطباشيري المُبكر، مما دفع بعض الباحثين إلى القول بأنَّ شبه الجزيرة الأيبيريَّة كانت عبارة عن منطقة عُبورٍ بين أوروپَّا وأفريقيا، وهذا الأمر يدعمه وُجود بقايا باريونكسيَّات في أيبيريا. ما زال اتجاه الانتشار والتبادل الأحيائي بين أوروپَّا وأفريقيا غير معلوم، ونظرًا لاكتشاف بقايا سپينوصورات في آسيا وأُستراليا، فالظاهر أنَّ تفسير هذا الأمر أشد تعقيدًا مما هو مُتصوَّر. يُعتقدُ بأنَّ السپينوصورات تراجعت تراجُعًا حادًا خلال العهد السينوماني إلى أن اندثرت، وقد اعتُقد لِفترةٍ أنها كانت تعيشُ في قسم گوندوانا الذي يُشكِّلُ اليوم أمريكا الجنوبيَّة، بعد أن عُثر في الأرجنتين على أسنانٍ شبيهةٍ بأسنانها تعود للعهد التوروني، لِيتبيَّن لاحقًا أنها تعود لِجنسٍ من الديناصورات يُعرف باسم الديناصوراتٍ بشريَّة الرصغ (الكروروطارسيَّات) (باللاتينية: Crurotarsi). ويظهر بأنَّ قسمٌ صغير من الباريونكسيَّات استمرَّ حتَّى أواخر العصر الطباشيري، وبالتحديد حتَّى العهد السانتوني، إذ عُثر على سنٍ وحيدةٍ تعودُ لها من تكوينة ماجياكون الصخريَّة في الصين.
في سنة 2016م، أعلن عالم الأحياء القديمة الإسباني أليخاندرو سيرانو مارتينيز أنَّهُ وزُملائه اكتشفوا أقدم مُستحاثَّةٍ سپينوصوريَّة، وهي عبارة عن سنٍّ مُتحجِّرةٍ عُثر عليها في النيجر في طبقات أرضيَّةٍ تعود لِلعصر الجوراسي، مما يعني بِرأيهم أنَّ جميع السپينوصورات تتحدر من قارَّة گوندوانا، نظرًا لِأنَّ جميع السپينوصورات الجوارسيَّة لم يُعثر عليها إلَّا في أفريقيا حتَّى التاريخ المذكور، على أنَّ طُرق تشعُّبها ما تزال غير واضحة. وفي سنة 2017م، اقترح بعض العُلماء أن تكون سپينوصورات گوندوانا الشماليَّة قد استُبدلت بِضوارٍ أُخرى، من شاكلة الأبيليصورات (باللاتينية: Abelisauroidea) نظرًا لانعدام مُستحاثات السپينوصورات في الطبقات الأرضيَّة العائدة لما بعد العهد السينوماني. وعزا هؤلاء اختفاء السپينوصورات وما جرى من تبدُّلاتٍ في الثروة الحيوانيَّة الگوندوانيَّة إلى التغييرات البيئيَّة التي وقعت آنذاك، والتي يُحتمل أن يكون سببها تبدُّل مُستوى البحر. وفي سنة 2020، نُشرت دراسة جديدة ورد فيها أنَّ الباريونيكس هو أقدم السپينوصورات المُؤكَّدة، علمًا بأنَّ كثيرٌ من الأحافير القديمة زُجَّت ضمن هذه الفصيلة دون التأكُّد من أُصُولها.

## الخصائص الأحيائيَّة البائدة

### الغذاء

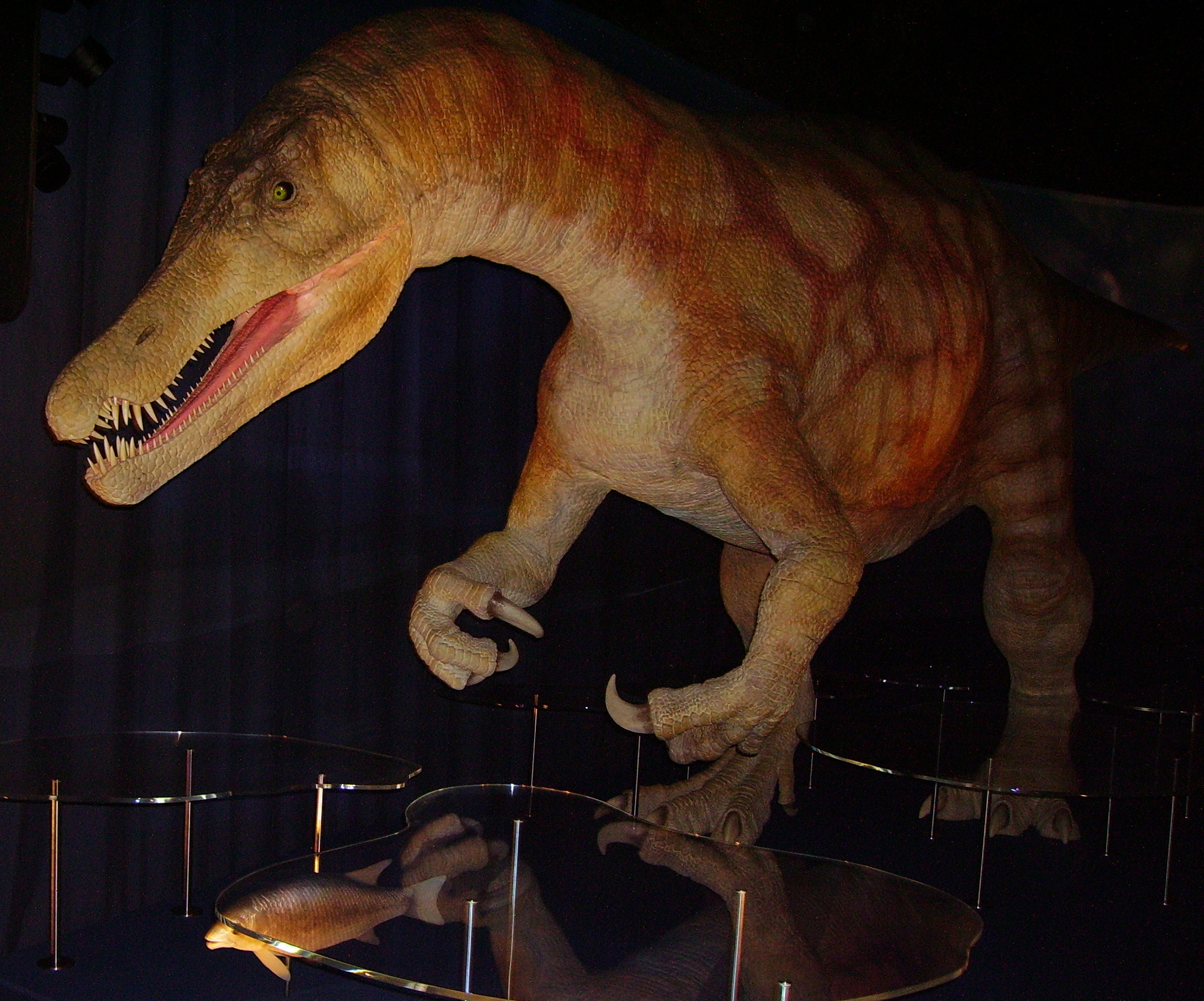
مُجسَّمٌ آلي لِباريونيكس يُظهرهُ وهو يتربَّصُ بإحدى السُمُوك.

سنة 1986م، اعتبر چاريگ وملنر أنَّ الخطم الطويل للباريونيكس بالإضافة إلى أسنانه الطويلة الحادَّة يدُلُّ على أنه كان سمَّاكًا (آكلٌ للسمك)، واقترحا أنَّ طريقة صيده تمثلت بانحنائه أو زحفه على طول ضفَّة النهر، واستخدامه مخلبه الضخم لِصيد سمكةٍ تلو الأُخرى، تمامًا كالمهماز في طرص الصنَّارة، وبطريقةٍ شبيهةٍ بِطريقة صيد الدببة الشيباء. وفي سنة 1984م، أشار عالم المُستحاثات الفرنسي فيليپ تاقت أنَّ خُطوم السپينوصوريَّات التي عُثر عليها في صحراء النيجر شديدة الشبهة بِخُطوم الغريال المُعاصر، مُقترحًا أن يكون أُسلوب صيد الباريونيكس أشبه بأُسلوب صيد البلاشين أو اللقالق. وعلى الرُغم من أنَّ چاريگ وملنر استبعدا كون الباريونيكس كائنًا مائيًا (نظرًا لأنَّ مُنخريه يقعان على جابيّ خطمه - بعيدًا عن الطرف الأمامي - ولِشكل هيكله العظمي القبقحفي)، فإنهما اعتبراه قادرًا على السباحة مثل مُعظم الفقاريَّات البريَّة. كما عادا لاحقًا لينبُذا مُقرحهُما السابق القائل بأنَّ المفصل الرابط بين عظم القواطع والفك العُلوي كان قابلًا للتحرُّك.
وفي سنة 1987م، أعلن العالم أندرو كيتشنر رفضهُ لِنظريَّة الباريونيكس السمَّاك، وقال أنه كان كائنًا قمَّامًا (آكلٌ للجيف)، حيثُ كان يستخدمُ عُنقه الطويل للاقتيات من الكائنات الميتة والمُنبطحة أرضًا دون أن يضطرَّ للانحناء بكامل جسده، ويستعملُ مخلبه الضخم لِتقطيع الذبيحة وتمزيق جلدها السميك، وخطمه الطويل للدُخول في الجيفة والاقتيات على أعضائها الداخليَّة، زاعمًا أنَّ مُنخريه البعيدين عن مُقدمة الخطم خيرُ دليلٍ على هذه المُمارسة، إذ تُمكنه من التنفس بحُريَّة أثناء الاقتيات، نظرًا لِعدم دُخولها في جسد الكائن الميت. كذلك، أشار كيتشنر إلى أنَّ فكيّ الباريونيكس وأسنانه كانت ضعيفة جدًا لِتقوى على الإمساك بِطريدةٍ حيَّة قادرة على المُقاومة والتخبُّط، كما أنها ثقيلة جدًا كي يتمكن بواسطتها من اصطياد السمك، فلا يتمكن من المُناورة بِسُرعةٍ ورائها، وأنَّ هذه التأقلُمات الجسديَّة التي يُظهرها كثيرةٌ جدًا لِتكون مقصورة على صيد السُمُوك فقط. رفض بعضُ العُلماء الادعاء سالف الذِكر وحُجتهم في ذلك أنَّ أيَّة جيفة سيكون قاتلها قد مزَّقها إربًا قبل أن يأتي حيوانٌ قمَّام للاقتيات عليها، فلا ضرورة لِهذا القمَّام أن يمتلك العُدَّة اللازمة لِتمزيقها، كما أنَّ بعض الضواري الضخمة - من شاكلة الدببة الشيباء - قادرة على صيد السُمُوك بيُسر (أقلَّهُ في المياه الضحلة).

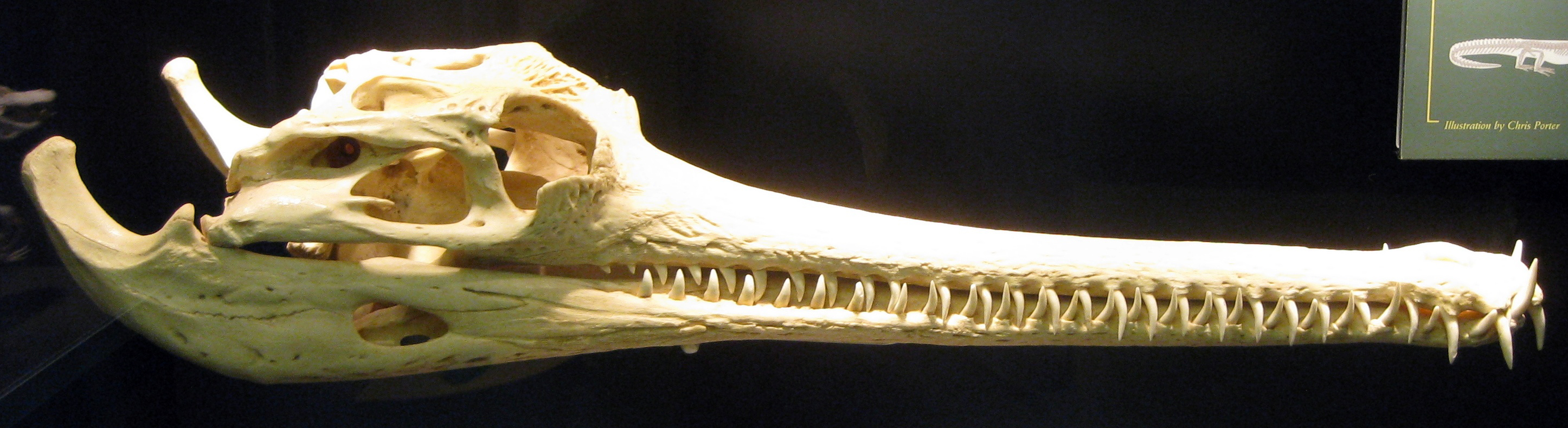
جُمجُمة غريالٍ مُعاصر. قُورنت جُمجُمة هذه التمساحيَّات بِجُمجُمة الباريونيكس.

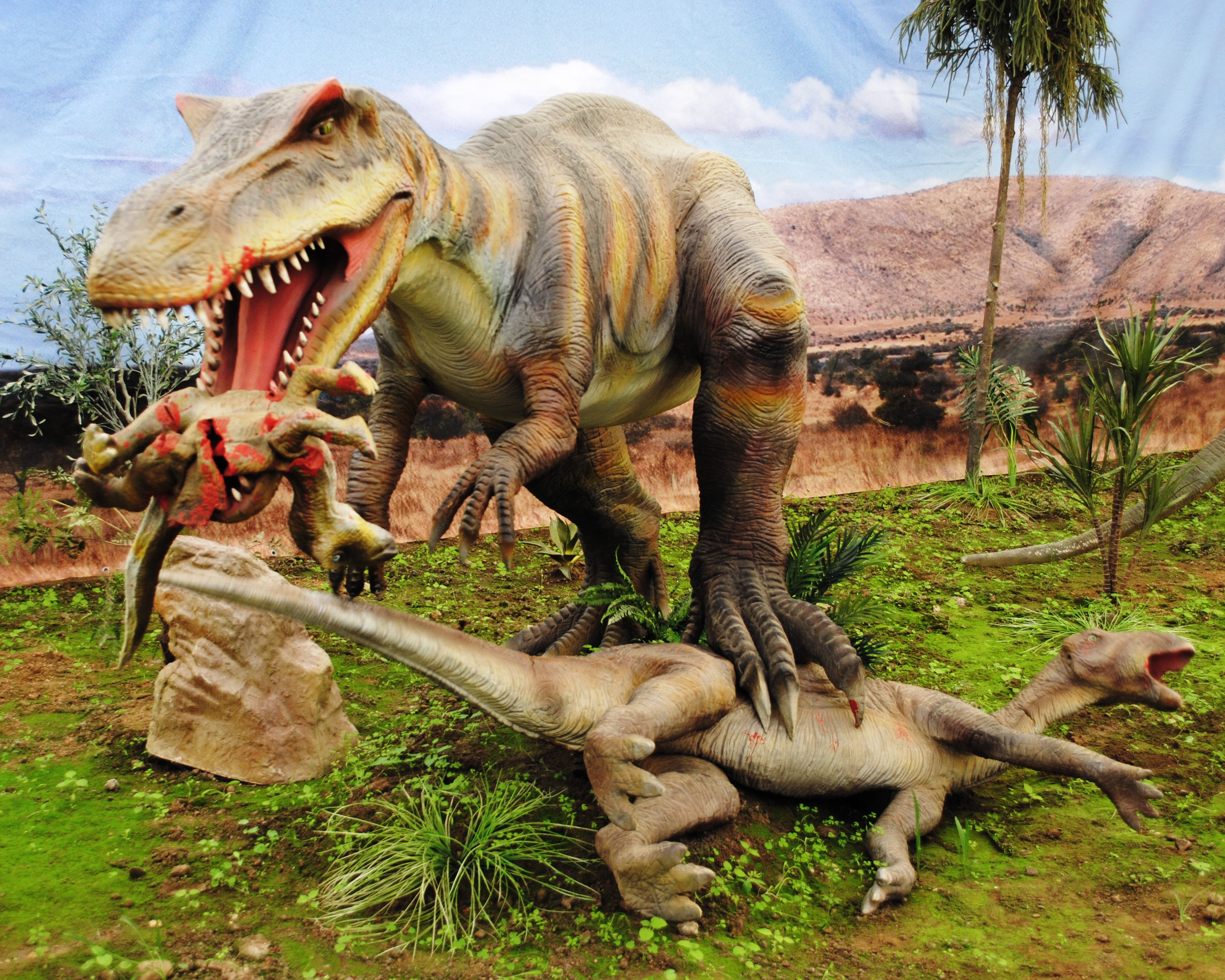
مُجسمٌ غير دقيق لِباريونيكس يفترسُ إغوانودونًا صغيرًا.

سنة 1997م، كشف چاريگ وملنر عن الدليل القاطع الذي يُفيد بأنَّ الباريونيكس عاش على افتراس السُمُوك، فقد اكتشفا بعد التدقيق في مُستحاثة العينة الأصليَّة للباريونيكس الووكري أنَّ هُناك بقايا حراشف وأسنان تعود لِسُمُوكٍ من جنس شينيستيا (التي كانت تُصنَّف حينها ضمن جنس الليپدوتس) قد حفرها الحمض المعوي، في المنطقة التي تُشكِّلُ تجويف المعدة، كما اكتُشفت عظامٌ مُتآكلةٌ تعودُ لِديناصورٍ إغوانيّ السن (إغوانودون) إلى جانب عظام السُمُوك، فكان ذلك الدليل الأوَّل على أنَّ بعض الديناصورات كانت سمَّاكةً. كذلك، تمَّ اكتشاف حصوة مع تلك البقايا يُعتقدُ بأنها حصوة معدة، أي تلك الحصاة التي تبتلعها بعض الحيوانات لِتُساعدها على طحن غذائها القاسي لِتسهيل هضمه. قدَّمت تلك الاكتشافات أدلَّةٌ ظرفيَّة تُؤكدُ أنَّ كُل تلك التأقلُمات الجسديَّة للباريونيكس وغيره من السݒينوصوريَّات كانت بِهدف تسهيل صيد السُمُوك، كفكاه الطويلين الضيقين والورديَّة القائمة على نهايتهما، الشبيهة بِخصائص فكا الغريال، والثلمة المقلوبة على طرف الخطم. فسَّر العالمان هذه التأقلُمات بأنها سمحت للباريونيكس أن يصطاد السُمُوك الصغيرة إلى مُتوسطة الحجم بِنفس الطريقة التي تتبعها التمساحيَّات: فتُمسكها بواسطة الثلمة على طرف خطمها (مما يعني أنَّ أسنانها كانت تُستخدم في الطعن) ثُمَّ ترفع رأسها إلى الوراء، وتبتلعها انطلاقًا من رأسها. أمَّا السُمُوك الأكبر حجمًا فلعلها كانت تُمزقها بِمخلبها الكبير. ويُحتمل بأنَّ أسنان الفك السُفليّ لمَّا كانت أصغر حجمًا وأكثر عددًا وأشدُ تراصًا، أنها كانت تُساعدُ الحيوان على التشبث بِفريسته. أشار چاريگ وملنر أنَّ الباريونيكس قد يكون اقتات على السُمُوك بِصورةٍ رئيسيَّة، على أنَّه لا يمنع من أنهُ كان صيَّادًا بريًا أيضًا وقمامًا بين الحين والآخر، لكنَّه لم يكن مُهيئًا لِيكون مُفترسًا فائقًا كما الألوصور، واقترحا أنَّهُ كان يستعمل يداه الطويلتان ومخالبه الضخمة للإمساك بالطريدة البريَّة وطعنها وتمزيقها. وفي سنة 2004م، ألقى اكتشافٌ في البرازيل الضوء على صحَّة هذا الادعاء، عندما اكتُشفت فقرةٌ عُنقيَّة لِزاحفٍ مُجنَّحٍ مغروسٌ فيها سنٌ لديناصورٍ سپينوصوريّ، مما يعني أنَّ هذه الكائنات لم تقتات حصرًا على السمك. وفي دراسةٍ من سنة 2018م، تناولت نظائر الكلسيوم في أسنان الثيروپودات الشمال أفريقيَّة، اكتشف عالم الأحياء القديمة الفرنسي أوغست هاسلر وزُملاؤه أنَّ السپينوصورات اقتاتت على طائفةٍ واسعةٍ من الطرائد شملت السُمُوك والديناصورات العاشبة، في حين أنَّ أُصنُوفاتٍ أُخرى من شاكلة الكركارودونتوصوريَّات اقتاتت على الديناصورات العاشبة حصرًا، مما يوحي أنَّ كلا الأُصنوفتين تقاسمتا بيئتها، وأنَّ السپينوصورات كانت ضوارٍ برمائيَّة.
أجرى بعضُ العُلماء سنة 2007م تحليلًا للعناصر المُنتهية لِتصويرٍ مقطعيٍّ مُحوسبٍ لِخُطومٍ مُتحجرة لِباريونيكسات وبعض التمساحيَّات، ليتبيَّن أنَّ الميكانيكا الحيويَّة لِلكائنات الأولى شديدة الشبه بِتلك الخاصَّة بالغريال، ومُغايرة لِتلك الخاصَّة بالقواطير الأمريكيَّة وغيرها من الثيروپودات التقليديَّة، مما دفع بالنظريَّة القائلة بأنَّ السپينوصوريَّات عاشت على افتراس السمك بالمقام الأوَّل خُطوةٌ نحو الأمام. ويظهر بأنَّ أحناكها الثانويَّة كانت تُساعدها على مُقاومة الالتواءات والانحناءات التي يُمكن أن تتعرَّض لها خُطومها الأُنبوبيَّة.
وفي سنة 2013م، قارنت إحدى الدراسات النظريَّة الإشعاعيَّة بين الميكانيكا الحيويَّة لِخوطمٍ مُتحجرةٍ ممسوحةٍ مقطعيًا وتعودُ لِسپينوصوراتٍ، وبين أُخرى تعودُ لِتمساحيَّاتٍ باقية، فتبيَّن أنَّ خُطوم السپينوصور والباريونيكس تُقاومُ الانحناءات والالتواءات بشكلٍ مُتشابه. اسنتج العُلماء بعد الانتهاء من تلك الدراسة (وعلى النقيض من دراسة سنة 2007م) أنَّ طريقة صيد الباريونيكس كانت مُغايرةً لِطريقة صيد الغريال؛ فالسپينوصورات لم تكن سمَّاكةٌ بشكلٍ حصريّ، بل اقتاتت على الطرائد البريَّة كذلك، على أنَّ القسم الأعظم من غذائها كان يتحدد بواسطة حجمها، فالأضخم منها كانت أكثر مُلائمةً لِصيد الطرائد البريَّة بشكلٍ أكثر تواتُرٍ من تلك الأصغر حجمًا التي كانت تميلُ للاقتيات على السُمُوك بشكلٍ أكبر.
اقترحت دراسةٌ من سنة 2010م أن تكون السپينوصورات كائناتٌ شبه مائيَّة، اعتمادًا على تركيبة نظائر الأكسجين لِأسنان مُختلف فصائل هذا الجنس والتي تمَّ العُثور عليها حول العالم، بالمُقارنة مع تلك الخاصَّة بالثيروپودات الأُخرى والعديد من الحيوانات الباقية. يُحتملُ أن تكون السپينوصورات قد أمضت شطرًا كبيرًا من وقتها قابعةً في الماء، مثل التماسيح وأفراس النهر المُعاصرة، وأن تكون حميتها الغذائيَّة أشبه بِحمية التماسيح؛ فكلاها مُفترساتٌ انتهازيَّة، تصطادُ أيَّ شيءٍ تقدرُ عليه، سواء أكان من السابحات أم من الكائنات التي تقترب من الماء لِتروي ظمئها. نظرًا لأنَّ السپيوصورات لا يبدو أنَّها تتمتع بِتأقلُماتٍ جسديَّةٍ تُمكنها من البقاء في الماء على الدوام، فقد اقترح الباحثون أن تكون قد غطست في المياه بين الحين والآخر كي تُنظِّم حرارة جسدها، بطريقةٍ شبيهةٍ بِطريقة التماسيح وأفراس النهر. كما قيل بأنَّ السپيوصورات رُبما تحوَّلت لِنمط الحياة هذا كي تتجنَّب المُنافسة مع الثيروپودات البريَّة الكبيرة.

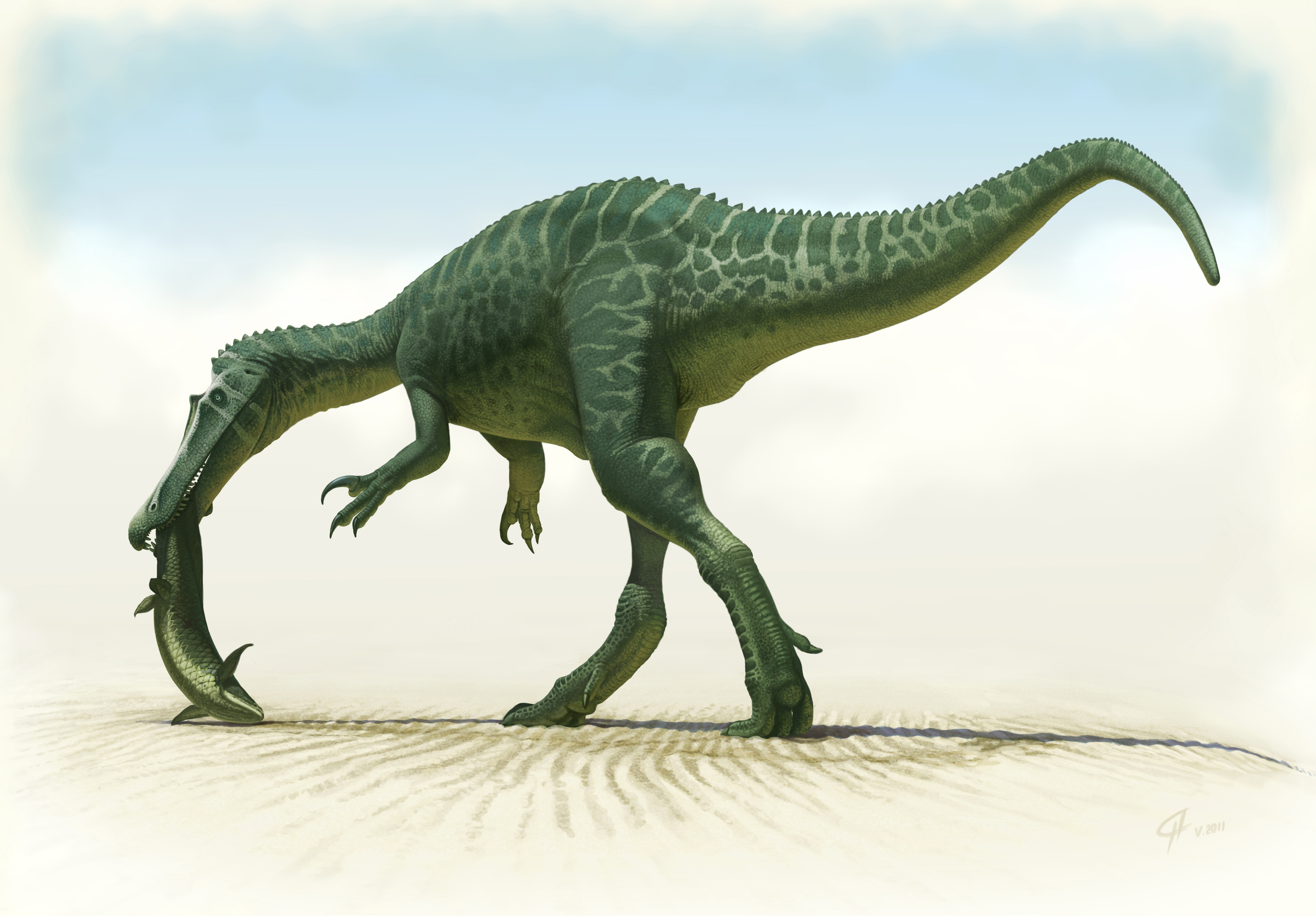
رسمٌ تخيُّليٌّ لِباريونيكس يحملُ سمكةً في فكِّه.

أشار العالم الأمريكي داني أندوزا، في مُلخَّص بحثٍ قدَّمهُ في مُؤتمرٍ سنة 2014م، أنَّ الدببة الشيباء لا تخطف السُمُوك من المياه بِمخالبها، كما قيل بِأنَّ الباريونيكسات تفعل، كما استبعد أن تفعل هذه الديناصورات فعل البلاشين بِأن تدفع رأسها بِسُرعةٍ في الماء لِصيد السمك، نظرًا لِأنَّ أعناق السپيوصورات ليست شديدة الانعقاف بحيث تتخذ شكل حرف «S» كما أعناق البلاشين المرنة، كما أنَّ موقع أعيُنها لا يُمتِّعُها بِرؤيةٍ ثُنائيَّة. اقترح أندوزا أنَّ الباريونيكسات كانت تصيدُ طرائدها عبر تحريك فكِّيها في الماء يمينًا ويسارًا، تمامًا كما يفعل الغريال، فتلتقط السُمُوك التي تعبر عبرها أو بِالقُرب منها، وأنَّ الغاية من مخالبها الضخمة كانت تثبيت السُمُوك الكبيرة التي تلتقطها، أو طعنها، ثُمَّ تُمسكها بأفكاكها، كما تفعل الدببة الشيباء والسنَّوريَّات السمَّاكة. أشار أندوزا أيضًا أنَّ أسنان السپيوصورات ليست مُلائمة لِتقطيع أوصال طرائدها، كونها عديمة التسنين، وبِالتالي يُحتمل أنها كانت تبتلعُ طرائدها كاملةً، علمًا بِأنَّ احتماليَّة استخدامها مخالبها لِتمزيق فرائسها تبقى قائمة. سنة 2016م، قال العالم البلجيكي كريستوف هندريكس أنَّهُ وزُملاءه اكتشفوا بِأنَّ السپيوصورات كانت قادرة على تفكيك شطريّ أفكاكها السُفليَّة بحيث تتجه إلى الجانبين، عندما تحملُ وزنًا زائدًا يجعلُ فكِّها هابطًا، مما يسمح بِتوسيع بُلعُومها. تتشاطر السپيوصورات هذه القُدرة مع الزواحف المُجنَّحة (التيروصوات) والبجع، وبِالتالي يُمكنُ القول أنَّها مكَّنتها من ابتلاع طرائد كبيرة من شاكلة السُمُوك وغيرها. وقال هندريكس أيضًا أنَّ مُستحاثة الباريونيكس الپُرتغُاليَّة وُجدت معها أسنان إغوانودون مما يدعم الفرضيَّة القائلة بِأنَّ السپيوصورات كانت مُفترسةً انتهازيَّةً. وفي دراسةٍ أُخرى من ذات السنة، اكتشف العالم الفرنسي رومان فولو وزُملاءه أنَّ أفكاك السپيوصورات كانت قريبة من شكل أفكاك القناجر الرمَّاحة (نوع من السُمُوك)، فأفكاك هذه السُمُوك مضغوطة من جانبٍ إلى آخر (بينما أفكاك التمساحيَّات مضغوطة من أعلى إلى أسفل)، وأخطامها طويلة نُجيميَّة تحوي أسنان هائلة، ولها ثلمة خلف النُجيمة تحوي أسنان أصغر، ومثل هذه الأفكاك يُحتمل أنها تطوَّرت لِتُساعد الحيوان على الإمساك بِطريدته في بيئةٍ مائيَّةٍ ضئيلة الإنارة، وقد تكون ساهمت بِتعريف المُفترس على ماهيَّة طريدته.

### الحركة والعادات المائيَّة

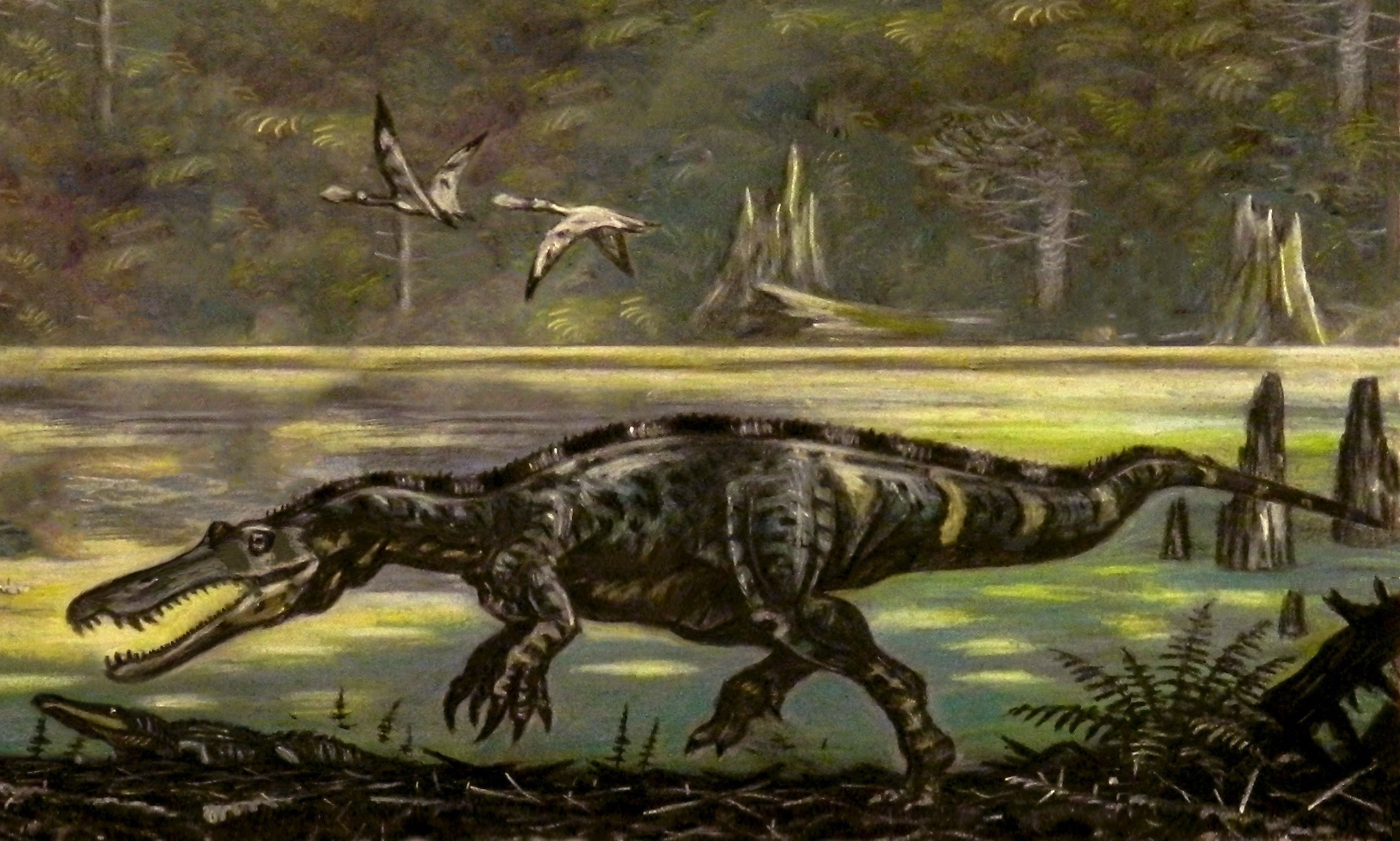
رسمٌ يُصوِّرُ باريونيكسًا يسيرُ على قائمتيه الخلفيتين بِجانب بُحيرة. لاحظ وضعيَّة اليدان التي لا تسمح لها بالاشتباك.

اقترح چاريگ وملنر، في وصفهما الأساسي، أنَّ الباريونيكس كان قادرًا على السير بواسطة قوائمه الأربعة، على أنه فعل ذلك اختياريًا، وحُجتهم في ذلك كانت جُمجُمته المُتطاولة، وعُنقه الطويل، وعظم عضده المتين، وأنَّ هذه الخاصيَّة تجعله فريدًا بين الثيروپودات. وفي مقالٍ لهما نُشر سنة 1997م، أفادا بأنهما لم يكتشفا بعد أيُّ دليلٍ عظميّ فعليّ لِدعم هذه النظريَّة، على أنهما بقيا على رأييهما، وقالا بأنَّ القوائم الأربع كانت على الأرجح قويَّة بما فيه الكفاية كي تحمل الحيوان وهو يسيرُ أو يقفُ عليها، وأنَّهُ على الأرجح اصطاد السُمُوك أثناء جُثومه - أو وُقوفه على أربع - قُرب الماء أو بداخلها. لكنَّ سنة 2014م اكتشف العُلماءُ المزيد من بقايا أكبر أعضاء هذه الفصيلة، أي السپينوصور، وبناءً على دراستها وتفحُّص مركز الثقل في هذا الكائن، استُنتج بأنَّه كان رُباعيّ القوائم، عكس ما كان يُعتقدُ سابقًا، وأنَّ قوائمه الخلفيَّة كانت في الواقع بالغة القِصر. وبناءً على هذا، اعتبر العُلماء أنَّ الوضعيَّة رُباعيَّة القوائم مُستبعدة بالنسبة للباريونيكس، نظرًا لأنَّ قوائم أقرب أقاربه، وهو السوكوميمس، لا تتلائم وهذه الوضعيَّة على الإطلاق، عند مُقارنتها بِقوائم السپينوصور. اقترح العُلماء عدَّة نظريَّات لِتفسير الغاية من وراء تمتُّع السپينوصورات بِأحساكٍ (تُعرف بِالأشرعة في الوسط العاميّ) على ظُهُورها، فقيل أنها استخدمتها لِتنظيم حرارة أجسادها، أو لِتخزين الدُهُون كما هو حال سنام الجمل، أو لِلاستعراض وجذب الإناث أو تخويف الذُكُور المُنافسة. وفي سنة 2015م، اقترح العالم الألماني «يان گيمسا» أنَّ هذه الخاصيَّة الجسديَّة كانت تُساعد هذه الحيوانات على خوض غمار المياه بِسلاسة، بحيث كانت تُحسِّن من قُدرتها على المُناورة تحت الماء عندما تغطسُ كُليًا، وأنَّها شكَّلت نُقطة ارتكاز لِلحركات والتخبُّطات  العنيفة لِلعُنق والذيل (كما في حالة السلفيش والقُرُوش الدرَّاسة).
سنة 2017م، قال العالم البريطاني ديڤيد هون أنَّ لا سبب يدفع لِلاعتقاد بِأنَّ أذرُع الباريونيكس، وغيره من السپينوصورات، كانت قابلة لِلكبّ، أي أنَّ هذه الحيوانات لم تكن قادرة على شبك ذراعيها كون أعظُم كعبرتها وزُنُودها غير قابلة لِلدوران، شأنها في ذلك شأن باقي الثيروپودات، مما يعني أنها كانت قادرة على الاستراحة وهي جاثمة على باطن يديها والسير بواسطتها أيضًا. لكن وإن كانت هذه الديناصورات قادرة على السير باستخدام قائمتيها الأماميتين (كما تُشيرُ إحدى الآثار التي عُثر عليها لِثيروپودٍ قابعٍ)، فلا بُدَّ أنَّ هذا لم يكن مألوفًا، وإلَّا كانت قوائمها الأماميَّة أظهرت تكيُّفاتٍ واضحةٍ توضح أنها أمضت أغلب وقتها وهي تتنقل بهذا الشكل. اقترح هون أيضًا أنَّ القوائم الأماميَّة لِلسپينوصورات لم تكن مثاليَّة لِلإمساك بِالطرائد، بل إنها تبدو أشبه بقوائم الحيوانات الحفَّارة، ولعلَّ السپينوصورات كانت تستخدمها في حفر أفاحيصها لِوضع بُيُوضها، أو لِحفر الآبار ولِلوُصُول إلى المياه، أو لِلإمساك بِأنواعٍ مُحددة من الطرائد. كما قال هون أنَّهُ يعتقد بأنَّ السپينوصورات كانت تخوض وتغطس في المياه عوض أن تغوص كُليًا كما يقول آخرون، وذلك بِسبب ما اعتبره ضآلةً في تكيُّفاتها مع البيئات المائيَّة. في سنة 2018م، أجرى العالم الكندي دونالد هندرسون دراسةً عن طفو الديناصورات باستخدام المُحاكاة ثُلاثيَّة الأبعاد، فتبيَّن لهُ أنَّ الثيروپودات بعيدة الصلة عن السپينوصورات تطفو بِصورةٍ جيَّدةٍ كما الأخيرة، وبالتالي أيَّد النظريَّة القائلة بأنَّ السپينوصورات عاشت على ضفاف الأنهر والبُحيرات أو المُسطحات المائيَّة الضحلة ولم تكن برمائيَّة كما قيل، كون غوصها وقنصها في الماء صعبٌ لِلغاية كما أشارت نتائج الدراسة.

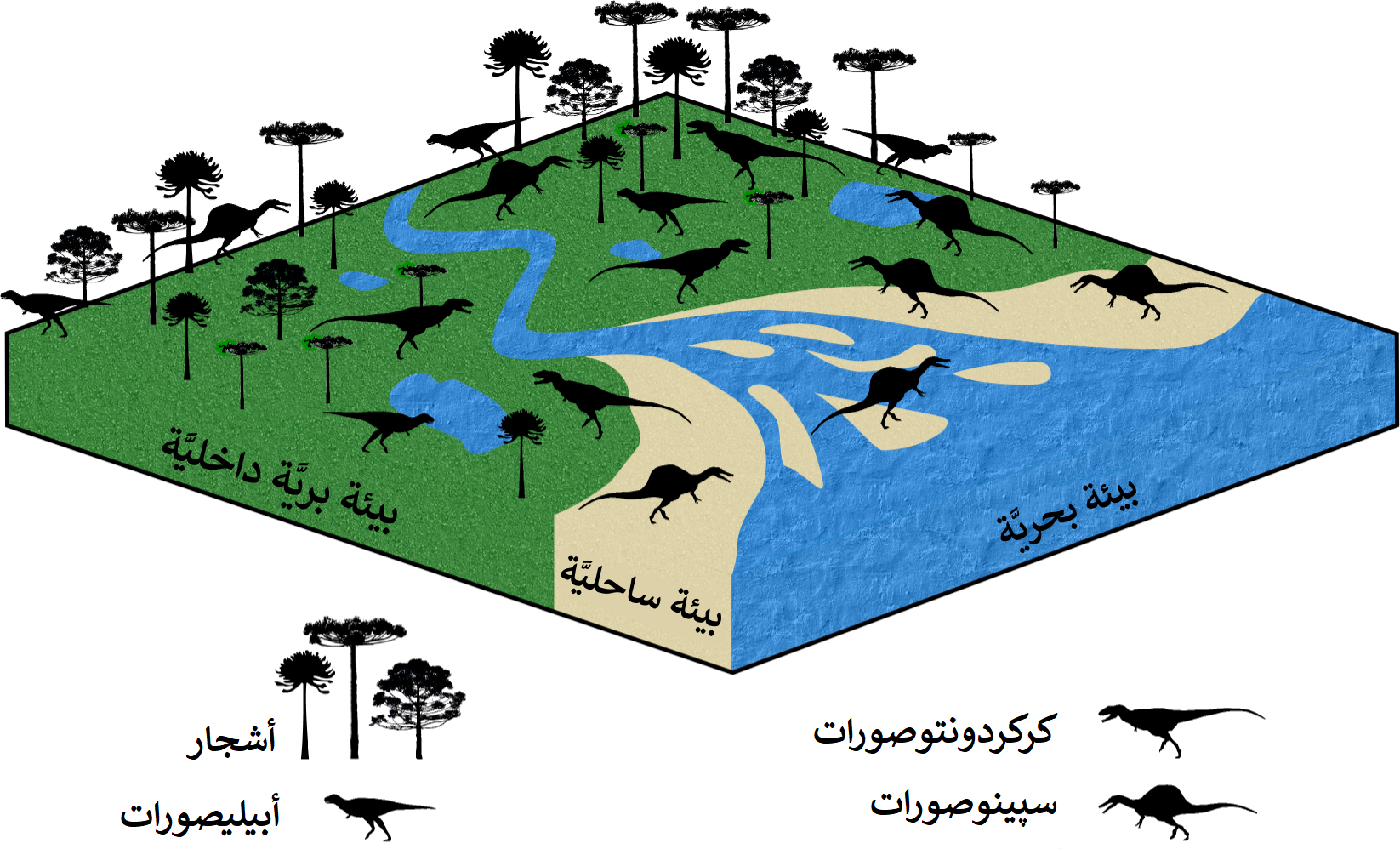
رسمٌ توضيحي تخطيطي يُصُوَّرُ انتشار الأبيليصورات والكركردونتوصورات والسپينوصورات عبر البيئات الساحليَّة والداخليَّة العتيقة.

أظهرت دراسة إحصائيَّّة تعود لِسنة 2016م أنَّ السپينوصورات كانت وثيقة الصلة بِالبيئات الساحليَّة العتيقة، وذلك بعد فحص نسبة انتشار مُستحاثاتها في البيئات المُختلفة ومُقارنتها مع مُستحاثات الأبيليصورات والكركردونتوصورات التي عُثر عليها في بيئاتٍ مُتنوِّعةٍ أيضًا، فتبيَّن أنَّ النسبة الأعظم من بقايا السپينوصورات عُثر عليها في طبقاتٍ رُسُوبيَّةٍ شكَّلت فيما مضى أراضٍ ساحليَّةٍ أو رطبة، كما عُثر على قسمٍ آخر منها في بيئاتٍ داخليَّةٍ، مما يعني أنها قطنت تلك المناطق أيضًا، وظهر أنَّ نسبة انتشارها فيها تتشابه مع نسبة انتشار الكركردونتوصورات، مما يُفيد بِاحتماليَّة كونها عُموميَّة الموئل والطرائد أكثر مما اعتُقد سابقًا. سنة 2017م، أعلن العالمان البرازيليَّان ماركوس سايلز وسيزار شولتز أنهما خلصا إلى نتيجةٍ في دراستهما مفادها أنَّ السپينوصورات عاشت حياةً برمائيَّة وكانت شبه سمَّاكة، وذلك استنادًا إلى بعض سمات جماجم هذه الحيوانات، كأسنانها المخروطيَّة وأخطامها المضغوطة من جانبٍ لِآخر ومنخريها البعيدين إلى الوراء عن حافَّة الخطم. فسَّر العلمان سالِفا الذِكر أنَّ ما تُظهره البيانات التي استُحصل عليها من دراسة أنسجة بعض عيِّنات السپينوصورات من أنَّها كانت تعيشُ حياةً بريَّةً أكثر من غيرها من العيِّنات، بِأنَّ تلك السپينوصورات بِالذات كانت تملأ فجوةً بيئيَّةً ظهرت لِغياب الضواري البريَّة الأصليَّة في موائلها خِلال فترةٍ مُعينة لِسببٍ ما. كما تُظهر دراسة بعض المُستحاثات أنَّ بعض السپينوصورات كان لها منخرين أصغر من غيرها من أبناء فصيلتها، وبِالتالي يُمكن القول أنَّ حاسَّة شمِّها كانت أضعف، تمامًا كما هو حال الحيوانات السمَّاكة المُعاصرة، ولعلَّها استعانت بِحواسٍ أُخرى لِصيد السُمُوك، كالنظر والاستشعار الحركي. يُعتقد أنَّ حاسَّة الشم كانت أكثر إفادةً لِلسپينوصورات التي اشتمل غذائها على الطرائد البريَّة، من شاكلة الباريونيكسات. وفي دراسةٍ تعود لِسنة 2018م قام بها العالم الفرنسي أوغست هاسلر وزُملاءه، وتناولت نظائر الكلسيوم في أسنان الثيروپودات الشمال أفريقيَّة، تبيَّن أنَّ فرائس السپينوصورات كانت عبارة عن مزيجٍ من السُمُوك والديناصورات العاشبة، بينما اقتاتت الثيروپودات الأُخرى، كالأبيليصورات والكركردونتوصورات، على الديناصورات العاشبة بِشكلٍ رئيسيٍّ، مما يوحي بِأنَّ تلك اللواحم تقاسمت موطنها وتعايشت من خلال استغلال كُلٍ منها لِبيئةٍ مُختلفة، فتخصَّصت السپينوصورات بالبيئات الرطبة بينما تخصصت الثيروپودات الأُخرى بِالبيئات الداخليَّة.
أظهرت دراسة تعود لِسنة 2017م، قامت بها عالمة الأحياء القديمة الألمانيَّة كاتيا ڤاسكوڤ، وتناولت علامات النُمُوِّ في العظم، أنَّ عيِّنة الباريونيكس الپُرتُغاليَّة نفقت ولها من العُمر ما بين 23 و25 سنة، وكان حجمها على وشك الاكتمال والوُصُول إلى أقصاه. ناقضت هذه الخُلاصة نتيجة دراسةٍ أُخرى قالت بِأنَّ ذاك الكائن كان أصغر سنًا نظرًا لأنَّ غُرزه العصبيَّة لم تكن مُدمجة ببعضها بعد، وأنَّ ظُهُور سمات البوالغ واليوافع في آنٍ، لدى هذه العيِّنة، مردُّه مُعاناة هذا الكائن بِالذات من استدامة المرحلة اليرقية، أي تباطؤ أو تأخُّر تطوُّره الجسدي. ويُعتقد أنَّ السمات اليرقيَّة سالِفة الذِكر قد تكون مُجرَّد تكيُّفات لِمُساعدة الحيوان على السباحة، وقد اقترح بعض العُلماء وُجُودها عند عدَّة حيوانات مائيَّة بائدة أُخرى، من شاكلة البلصورات ومقسومات الفقار. أظهرت الدراسة أيضًا أنَّ هذا الكائن بلغ مرحلة النُضُوج الجنسي ما بين عامه الثالث عشر والخامس عشر، نظرًا لِتباطؤ مُعدَّل نُموُّه خِلال هذه الفترة. وفي سنة 2018م، أعلن العالم البرازيلي تيتو أوريليانو أنَّه اكتشف ساقًا سپينوصوريَّة شديدة الاكتناز في البرازيل، وهي سمة ترتبطُ بِالحياة البرمائيَّة عند الثيروپودات، والغاية منها تأمينُ ثقلٍ لِصاحبها عند غوصه في سبيل تخفيف طفوه على سطح الماء بِسبب رئتيه المليئتين بِالهواء. ويُلاحظ أنَّ هذه السمة تتمتع بها الثديَّيات البرمائيَّة التي تعيشُ في الأمواه الضحلة.

## الخصائص الإيكولوجيَّة البائدة

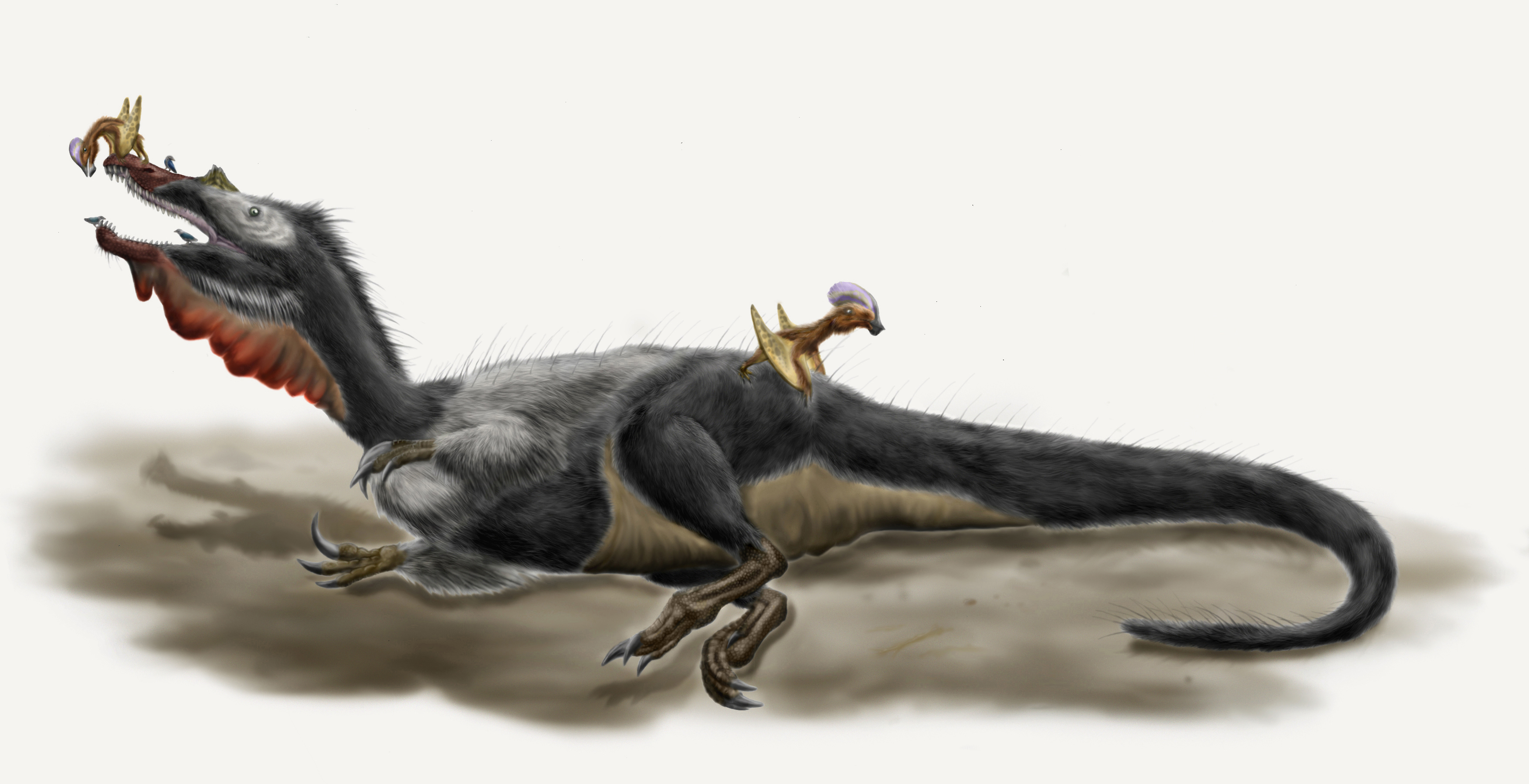
رسمٌ تخيُليّ لِباريونيكسٍ يتشمَّس، وقد جثمت عليه بعض الطُيور والتيروصورات لِتنتقي الحشرات والطُفيليَّات من على جسده.

عُثر على العيِّنة الأصليَّة من الباريونيكس الووكري في طبقةٍ من الرواسب الطينيَّة العائدة إلى العهد الباريمي، أي مُنذ ما بين 130 و125 مليون سنة، تقعُ في تكوينة طين ويلد الصخريَّة، الواقعة بدورها في منطقة ويلد بِمُقاطعة ساسكس بإنگلترا. وتبيَّن بعد دراسة عينةٍ من الطين القديم المذكور أنَّهُ يعود إلى بيئةٍ مائيَّةٍ راكدة وغير مالحة، وُصفت بأنها إما غرين أو مُسطَّح طيني، ذات مياهٍ ضحلةٍ وبُحيراتٍ شاطئيَّة وأهوار. خلال أواخر العصر الطباشيري، كانت منطقة ويلد في مُقاطعات سري وكنت وساسكس، مُغطاة بِبُحيرةٍ هائلة ذات مياهٍ تتراوح بين العذوبة والتسوُّس. وكان هُناك نهران كبيران يجريان في المنطقة الشماليَّة من تلك الناحية (حيثُ توجد لندن الآن)، ويتدفقان إلى البُحيرة من خلال دلتا. أمَّا المُناخ فكان شبه استوائي، وأشبه بِمُناخ حوض البحر المُتوسِّط. نظرًا لأنَّ الحُفر الطينيَّة تتكوَّن من عدَّة طبقاتٍ أرضيَّة تعودُ كُلٌ منها إلى عصرٍ مُختلف، فإنَّ الأحافير التي يُعثرُ عليها فيها قد لا ترجع بالضرورة إلى ذات الحقبة الزمنيَّة. ومن الكائنات التي عُثر على بقاياها في الموقع سالف الذِكر: طيريات قدم (أورنيثوپودات) من شاكلة المانتليصور والإغوانودون وبعض أنواع طويلات الأعناق الصغيرة. كذلك فقد تمَّ العُثور على عدَّة أنواع فقاريَّات أُخرى من شاكلة: سُمُوك القرش سناميَّة الأسنان (باللاتينية: Hybodus)، وبعض أجناس السُمُوك العظميَّة، والتماسيح، والزواحف المُجنَّحة. كما تمَّ التعرُّف على عدَّة أنواعٍ من الحشرات تنتمي إلى عشرة رُتب، وأصنافٌ أُخرى من اللافقاريَّات، مثل الصدفيات، ومتماثلات الأرجل، والقريدس البطلينوسي، وذوات الصدفتين. أضف إلى ذلك، اكتُشفت البقايا المُتحجرة لِبضعة أنواع من النباتات العُشبيَّة المائيَّة، وبعض السراخس والكنباث وأرجُل الذئبيَّات والمخروطيَّات.

### التأريخ الحفري

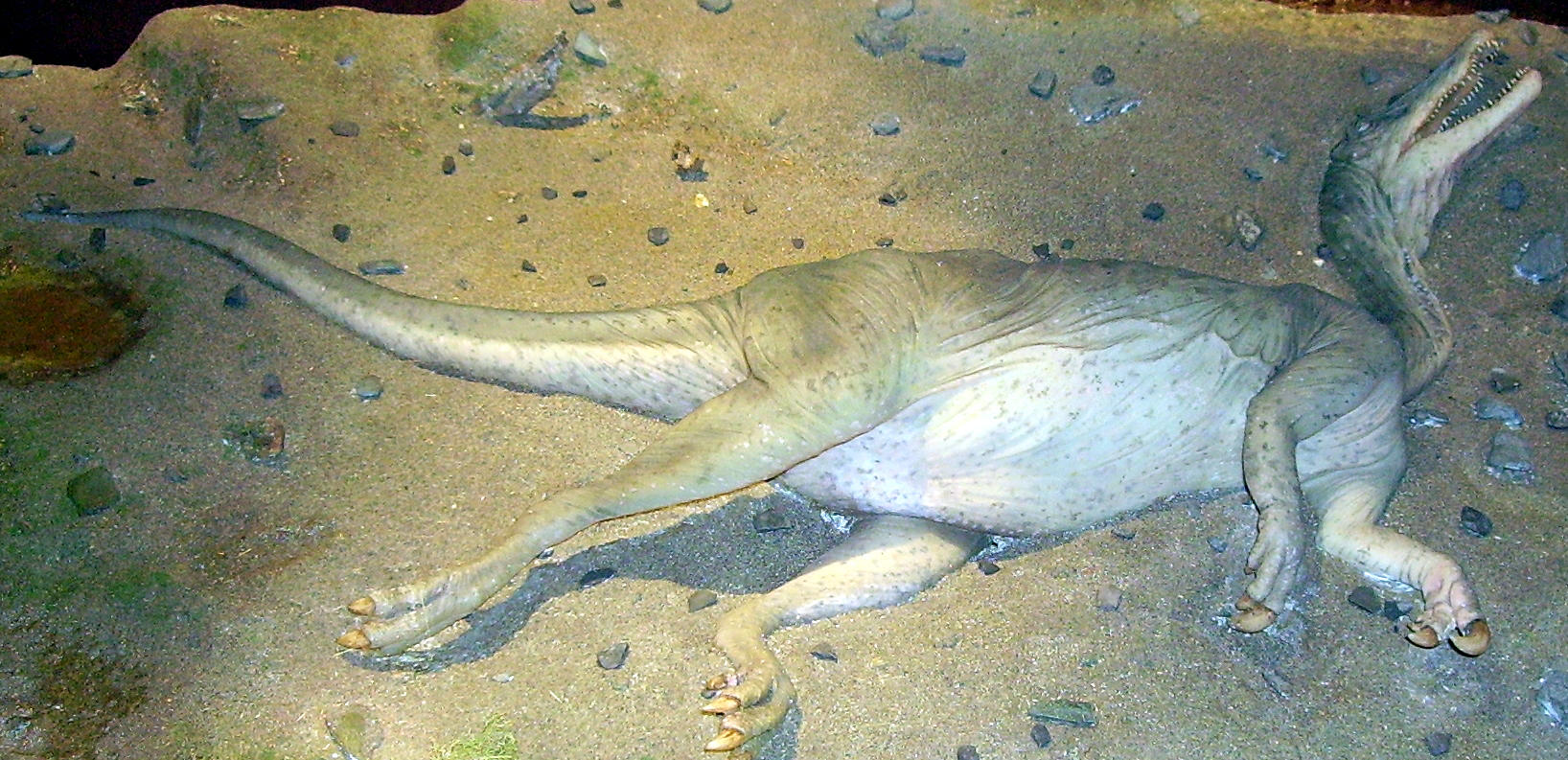
مُجسّمٌ لِلعينة الأصليَّة في وضعيَّة النُفوق، معروضةٌ في متحف التاريخ الطبيعي في لندن.

اقترح چاريگ وملنر تفسيرًا مُحتملًا لِتحجُّر عينة الباريونيكس الووكري الأصليَّة. فمسحوق الرواسب الدقيقة التي كانت مُحيطة بالهيكل العظميّ، ووُجود العظام على مقرُبةٍ من بعضها(الجُمجُمة والأطراف الأماميَّة في جهة والحوض والأطراف الخلفيَّة في الجهة الأُخرى)، يُفيدُ بأنَّ البيئة التي رقد فيها هذا الهيكل العظميّ عندما بدأ يتحجَّر كانت بيئةً راكدة وهادئة، فالتيَّارات المائيَّة لم تجرف العظام بعيدًا - ولعلَّ سبب ذلك هو كون المياه ضحلة، فلو كانت تلك البيئة أكثر جُموحًا والتيَّاراتُ المائيَّةُ فيها أعنف، لتناثرت العظام بعيدًا. ويبدو أنَّ المنطقة التي نفق فيها الحيوان كانت مُلائمةً لِسكن كائنٍ سمَّاك، ولعلَّ هذا الحيوان بالذات كان يصطاد السُمُوك في المياه ثُمَّ ذهب كي يُقمم إحدى الجيف الملقيَّة على البطحاء الطينيَّة، قبل أن ينفق وتُطمر جيفته بسبب العوامل الطبيعيَّة. ويبدو أنَّ الجيفة قد طُمرت بشكلٍ سريعٍ للغاية، إذ لا تظهرُ على العظام أيَّة علامات مضغ أو جُروح ناجمة عن أسنان القمَّامات. أمَّا تفكك العظام عن بعضها فلعلَّهُ نتيجة تحلل أنسجة الكائن، كما تظهر بعض العظام مُتحللة بشكلٍ أكبر من الأُخرى، ورُبما ذلك مردّه تغيُّر مُستويات المياه أو انزياح الرواسب بعض الشيء مما كشف الهيكل العظميّ وعرَّضه للرياح والشمس. بيَّنت الدراسات كذلك أنَّ أعظُم الطوق والأطراف وإحدى الأضلع قد تكسَّرت قبل التحجُّر، ولعلَّ ذلك يعود إلى دهسها من قبل الكائنات الضخمة الأُخرى التي عبرت الموقع. تُشيرُ وضعيَّة العظام إلى أنَّ الجيفة كانت مُستلقاة على ظهرها، مما قد يُفسِّرُ سبب سُقوط جميع الأسنان السُفليَّة من محاجرها وبقاء بعض الأسنان العُلويَّة على حالها.
عُثر على الكثير من الديناصورات الأُخرى في تكوينة وسكس الصخريَّة على جزيرة وايت، ومن هذه عدَّة ثيروپودات من شاكلة: الديناصور القنَّاص الجديد (النيوڤينيتور)، والديناصور السوبكي النبيل (الأرسطوسوكوس)، والذيكوكويلوروس، والديناصور ريشيّ الفقرة (كالاموسپونديلوس)، وديناصور حلقة الوصل بالطُيور (الأورنيثودزموس)؛ إلى جانب الكثير من طيريَّات القدم، مثل: الديناصورات إغوانيَّة السن (الإغوانودون والهیپسیلوفدون)، وديناصور ويلد (الويلداصور)؛ وجنسان من الديناصورات طويلة الأعناق (الصوروپودات) هما الديناصور الشنيع (الپيلوروصور) والديناصور الغُضروفيّ (الچوندروستيوصور)، وديناصورٍ مُدرَّعٍ هو الديناصور مُتعدد الأشواك (الپولاكانثوس). أمَّا بالنسبة لِعينة الباريونيكس التي عُثر عليها في الپُرتغال، فقد تبيَّن بعد التدقيق فيها أنها كانت مطمورة في طين المرل، وأنَّ المنطقة كانت عبارة عن بُحيرةٍ شاطئيَّةٍ. ومن البقايا الأُخرى التي عُثر عليها، أحافيرٌ تعودُ إلى صوروپودٍ من فصيلة واسعة المنخرين (باللاتينية: Macronaria)، وميگالوصور. أُعطيت العينة الپُرتُغاليَّة الرقم التسلسُليّ ML1190، وبعد فحصها ودراستها تبيَّن أنَّ أغلب عظامها مُتضررة ومُهترءة، وبعضُها تظهر عليه آثار مضغ بعض القمَّامات الصغيرة. كما تبيَّن من خِلال دراسة ظُروف تحجُّر العينة أنها نُقلت من أرضٍ يابسةٍ إلى أُخرى أكثر لُيونة، إذ أنَّ بعض عظامها كانت مُبعثرة، وعُثر عليها في موضعٍ آخر.

## وصلات خارجيَّة
- https://web.archive.org/web/20160203220818/https://www.youtube.com/watch?v=94jLUmbqyMQ – ڤيديو مُدَّته أربع دقائق من تقديم أنجيلا ملنر. (بالإنجليزية)